# Hongkong
Hongkong, Abkürzung: HK (chinesisch 香港, Pinyin Xiānggǎng, Jyutping Hoeng1gong2, Yale Hēunggóng, englisch Hong Kong – „Duftender Hafen“; Abk.: 港), ist eine Metropole und Sonderverwaltungszone (englisch Special Administrative Region, kurz: SAR) an der Südküste der Volksrepublik China im Mündungsgebiet des Perlflusses. Mit über sieben Millionen Einwohnern auf 1106 Quadratkilometern (7,3 Mio. Einw. Stand Ende 2022) und einem bedeutenden Wirtschafts- und Finanzsektor zählt Hongkong zu den Weltstädten. 95 Prozent der Einwohner Hongkongs sind Chinesen mit überwiegend kantonesischer Muttersprache.
Hongkong wurde während des Ersten Opiumkriegs 1841 vom Vereinigten Königreich besetzt und durch den Vertrag von Nanking 1843 zur britischen Kronkolonie erklärt. Für viele Chinesen war die britische Kolonie Zufluchtsort vor dem Chinesischen Bürgerkrieg 1927 bis 1949. Im Jahr 1997 erfolgte die Übergabe der Staatshoheit an die Volksrepublik China. Seitdem ist Hongkong eine chinesische Sonderverwaltungszone unter Beibehaltung einer freien Marktwirtschaft und zugesagter innerer Autonomie. Dieses Prinzip Ein Land, zwei Systeme wurde in der gemeinsamen Erklärung zu Hongkong vertraglich vereinbart. Noch 2013 galt Hongkong dadurch im Gegensatz zum Rest Chinas als regionaler Hort der Meinungsfreiheit. Spätestens seit 2014 allerdings bricht China seine Autonomie-Zusage zunehmend und schränkt die Freiheit der Hongkonger Bevölkerung ein. Dies führte wiederholt zu Großdemonstrationen der Bevölkerung, so etwa in den Jahren 2014 und 2019/2020. Im Jahr 2025 wurde die letzte pekingkritische Partei in Hongkong aufgelöst.
Das Bevölkerungswachstum und die geringe bebaubare Fläche Hongkongs führten zu großflächiger Landgewinnung durch Aufschüttung im Meer und zur Entstehung einer Skyline aus Wolkenkratzern. Nach der Errichtung mehrerer Planstädte in der zweiten Hälfte des 20. Jahrhunderts lebt die Hälfte der Einwohner Hongkongs in den New Territories. Die am dichtesten besiedelten Gebiete sind die Halbinsel Kowloon und der Norden von Hong Kong Island, die durch die schmale Meerenge Victoria Harbour getrennt sind. Zu den New Territories gehören das ursprüngliche Hinterland nördlich von Kowloon, das die größte Fläche Hongkongs ausmacht, und die meisten der 263 Inseln Hongkongs. Die größte Insel Hongkongs ist Lantau Island, in deren Nähe sich auch der Hong Kong International Airport, auf der Insel Chek Lap Kok, befindet.
Hongkong gilt als eine der Städte mit den weltweit höchsten Lebenshaltungskosten.

## Bezeichnung
Der Name Hongkong leitet sich von der kantonesischen Aussprache [hœ́ːŋɡ̊ɔ̌ːŋ] ab. Die offizielle Bezeichnung lautet Sonderverwaltungszone Hongkong der Volksrepublik China (中華人民共和國香港特別行政區, Jyutping Zung1waa4 Jan4man4 Gung6wo4gwok3 Hoeng1gong2 Dak6bit6 Hang4zing3keoi1anhören (kantonesisch)ⓘ, englisch Hong Kong Special Administrative Region of the People’s Republic of China).

## Geographie

### Geographische Lage

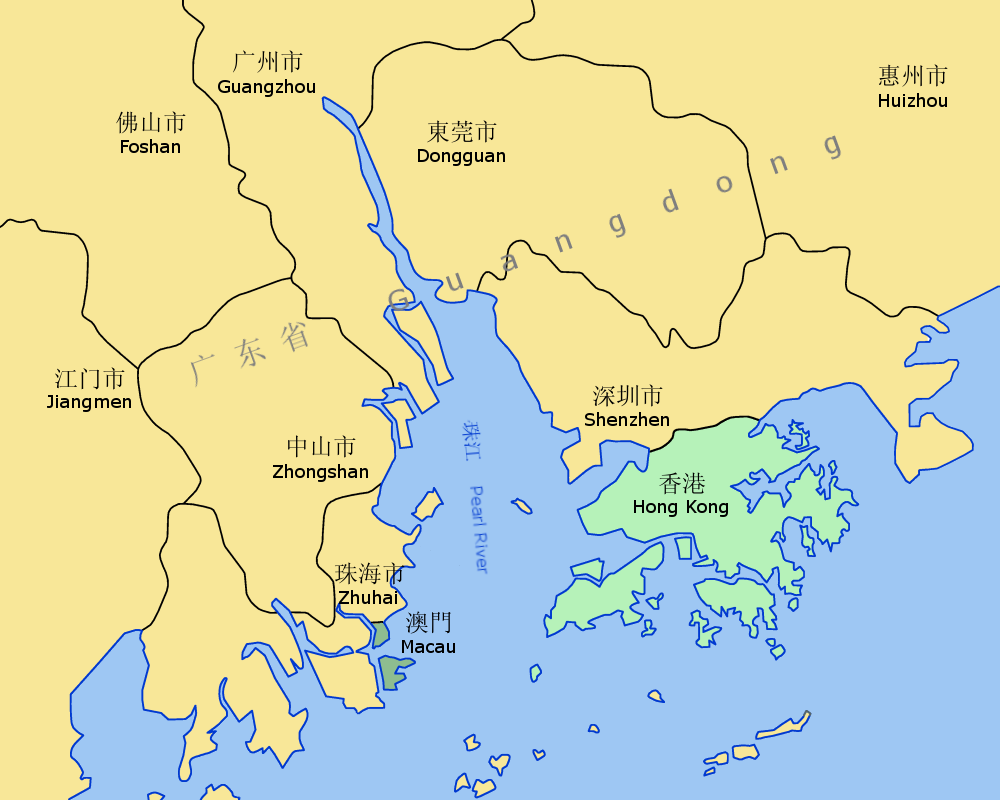
Lage von Hongkong, östlich von Macau und südlich von Shenzhen

Hongkong liegt an der Südküste Chinas, rund 60 km östlich von Macau entfernt, an der östlichen Mündung des Perlflusses. Es ist mit Ausnahme im Norden vom Südchinesischen Meer umgeben. An Hongkongs Nordgrenze liegt die Stadt Shenzhen, getrennt durch den Grenzfluss Sham Chun in der chinesischen Provinz Guangdong. Das Gebiet Hongkongs erstreckt sich über eine sehr unregelmäßig geformte Halbinsel sowie 263 Inseln, von denen die wichtigsten Lantau Island (147,2 km²), Hong Kong Island (78,6 km²), Chek Lap Kok (14,6 km²), Lamma Island (13,9 km²), Tsing Yi (10,7 km²), Cheung Chau (2,4 km²) und Peng Chau (1,2 km²) sind. Das Territorium wird in Hong Kong Island, Kowloon, die New Territories und die Outlying Islands (deutsch vorgelagerte Inseln) unterteilt.
Von den 1114 km² Landfläche sind etwa 25 % bebaut. Ein wesentlicher Teil der bebauten Fläche entstand durch Landgewinnung im Victoria Harbour und in den New Territories. Seit 1887 sind dadurch 68 km² Landfläche hinzugekommen (Stand 2019). Dies liegt vor allem an dem sehr bergigen Relief mit vielen steilen Hängen; nur im Norden der New Territories gibt es größere Ebenen. Die höchste Erhebung ist der Tai Mo Shan in den New Territories mit 958 m. Bekannter ist der Victoria Peak, mit 552 m der höchste Berg auf Hong Kong Island und beliebtes Ausflugsziel. Der 495 m hohe Lion Rock an der Grenze zwischen Kowloon und New Territories gilt als eines der markantesten Naturmonumente und Hausberg Hongkongs.

### Klima
|                       | Jan  | Feb  | Mär  | Apr   | Mai   | Jun   | Jul   | Aug   | Sep   | Okt   | Nov  | Dez  |   |         |
| Mittl. Tagesmax. (°C) | 18,6 | 18,6 | 21,5 | 25,1  | 28,4  | 30,4  | 31,3  | 31,1  | 30,2  | 27,7  | 24,0 | 20,3 | ⌀ | 25,6    |
| Mittl. Tagesmin. (°C) | 14,1 | 14,4 | 16,9 | 20,6  | 23,9  | 26,1  | 26,7  | 26,4  | 25,6  | 23,4  | 19,4 | 15,7 | ⌀ | 21,1    |
|                       |      |      |      |       |       |       |       |       |       |       |      |      |   |         |
| Niederschlag (mm)     | 24,9 | 52,3 | 71,4 | 188,5 | 329,5 | 388,1 | 374,4 | 444,6 | 287,5 | 151,9 | 35,1 | 34,5 | Σ | 2.382,7 |
|                       |      |      |      |       |       |       |       |       |       |       |      |      |   |         |
| Sonnenstunden (h/d)   | 4,9  | 3,5  | 3,1  | 3,6   | 5,0   | 5,4   | 7,5   | 6,7   | 6,1   | 6,3   | 6,1  | 5,9  | ⌀ | 5,4     |
|                       |      |      |      |       |       |       |       |       |       |       |      |      |   |         |
| Regentage (d)         | 5,6  | 9,5  | 10,5 | 11,7  | 15,5  | 18,8  | 17,8  | 17,4  | 14,8  | 8,1   | 5,7  | 4,3  | Σ | 139,7   |

| 14,1 |

| 14,4 |

| 16,9 |

| 20,6 |

| 23,9 |

| 26,1 |

| 26,7 |

| 26,4 |

| 25,6 |

| 23,4 |

| 19,4 |

| 15,7 |

| 14,1 |

| 14,4 |

| 16,9 |

| 20,6 |

| 23,9 |

| 26,1 |

| 26,7 |

| 26,4 |

| 25,6 |

| 23,4 |

| 19,4 |

| 15,7 |

Das Klima Hongkongs ist subtropisch feucht mit einer jährlichen Durchschnittstemperatur von 22,5 °C, einer Niederschlagsmenge von 2.382,7 mm und 10 humiden Monaten. Der Winter von Januar bis März ist mild bis warm und trocken, der Sommer von April bis September ist heiß und regnerisch, während der Herbst (Oktober bis Dezember) warm und trocken ist. Im Sommer besteht regelmäßig Taifun-Gefahr; ein Taifun am 18. September 1906 mit gleichzeitiger Flutwelle kostete etwa 10.000 Menschen das Leben.

## Bevölkerung

### Einwohnerstruktur und -zahlen
| Ethnie                                                                                        | Männer    | Frauen    | Gesamt    |
| --------------------------------------------------------------------------------------------- | --------- | --------- | --------- |
| Chinesen                                                                                      | 3.237.938 | 3.514.264 | 6.752.202 |
| Filipinos                                                                                     | 10.926    | 173.155   | 184.081   |
| Indonesier                                                                                    | 1.792     | 151.507   | 153.299   |
| Weiße 1                                                                                       | 37.016    | 21.193    | 58.209    |
| Inder                                                                                         | 17.665    | 18.797    | 36.462    |
| Nepalesen                                                                                     | 13.188    | 12.284    | 25.472    |
| Pakistaner                                                                                    | 10.388    | 7.706     | 18.094    |
| Thailänder                                                                                    | 1.336     | 8.879     | 10.215    |
| Japaner                                                                                       | 4.970     | 5.006     | 9.976     |
| Andere Asiaten                                                                                | 7.827     | 11.762    | 19.589    |
| Andere                                                                                        | 32.316    | 36.670    | 68.986    |
| Gesamt                                                                                        | 3.375.362 | 3.961.223 | 7.336.585 |
| 1 Anmerkung: „White“ bzw. ‚白人‘ – in der Amtlichen Statistik Quelle: Amtliche Statistik 2016 |           |           |           |

Das besiedelbare Territorium Hongkongs gehört, nach Monaco mit rund 16.000 Einwohnern pro km², zu den am dichtesten besiedelten Gebieten der Welt, wobei die Bevölkerungsdichte des gesamten Territoriums bei rund 6.900 Einwohnern pro km² liegt.
Die Bevölkerung hat sich in den letzten sieben Jahrzehnten etwa vervierfacht (von 1,7 Millionen im Jahr 1945 auf über 7,442 Millionen 2016) und in 160 Jahren vertausendfacht (von 7.500 im Jahre 1841). Die Kinderzahl pro Frau liegt bei 1,19, dem zweitniedrigsten Wert weltweit vor Macau. Das Bevölkerungswachstum ist seit 20 Jahren stark rückläufig: 1996 lag es bei 4,54 Prozent und fiel bis 2016 auf 0,56 Prozent.
Die durchschnittliche Lebenserwartung lag im Zeitraum von 2010 bis 2015 bei 83,4 Jahren (Männer: 80,3, Frauen: 86,3) und gehört damit zu den höchsten der Welt.
Die Einwanderungsquote ist rückläufig: pro 1000 Einwohner wanderten 2002 Schätzungen zufolge 7,76 Einwanderer ein, 2016 waren es 2,14. Rund 95 Prozent der Bevölkerung sind Han-Chinesen. In Hongkong leben über 500.000 Ausländer. Die meisten stammen aus den Philippinen, Indonesien, Thailand, Indien und Pakistan. Bei den Ausländern aus den Philippinen und Indonesien handelt es sich ganz überwiegend um Frauen, die meist als Haushaltshilfen beschäftigt sind.
Trotz der hohen Bevölkerungsdichte ist Hongkong eine der grünsten Metropolregionen Asiens, was wiederum an der bergigen Topographie des Gebietes liegt. Ein Großteil der Flächen ist so bergig und steil, dass er nicht bebaut werden kann und deshalb mit Bäumen und Sträuchern bewachsen ist. Der größte Anteil der Einwohner lebt in meist sehr kleinen Wohnungen in Hochhäusern und Wolkenkratzern; Einfamilienhäuser sind teuer und werden wegen der bergigen Verhältnisse und auch aus Naturschutzgründen sehr selten gebaut, da etwa 40 % der Landflächen Hongkongs als Naturparks (郊野公園,  jiāoyě gōngyuán, Jyutping gaau1je5 gung1jyun2, englisch country park) und Naturschutzgebiete (生態保育區,  shēngtài bǎoyùqū, Jyutping sang1taai3 bou2juk6keoi1) ausgewiesen sind.
Entwicklung der Einwohnerzahlen
Die folgende Übersicht zeigt die Einwohnerzahlen nach dem jeweiligen Gebietsstand. Bis 1891 handelt es sich um Schätzungen, danach meist um Volkszählungsergebnisse. Neben einer vollständigen Erhebung wird seit 1976 auch regelmäßig eine stichprobenbasierte Teilerhebung durchgeführt. Alle Angaben vor 1898 beinhalten nicht die Gebiete bzw. Bevölkerung von New Kowloon und der New Territories, die erst nach der Unterzeichnung der Pekinger Konvention zum Verwaltungsgebiet Hongkongs gehörten (¹ Volkszählungsergebnis, ² Teilerhebung):
| Jahr   | Einwohner |
| ------ | --------- |
| 1841   | 0.007.500 |
| 1851   | 0.033.100 |
| 1861   | 0.119.300 |
| 1871   | 0.124.200 |
| 1881   | 0.160.400 |
| 1891   | 0.221.400 |
| 1901 ¹ | 0.283.205 |
| 1911 ¹ | 0.456.739 |
| 1921 ¹ | 0.625.166 |
| 1931 ¹ | 0.849.751 |
| 1941   | 1.640.000 |
| 1945   | 1.700.000 |

| Jahr              | Einwohner |
| ----------------- | --------- |
| 01951             | 2.265.000 |
| 07. März 1961 ¹   | 3.129.648 |
| 09. März 1971 ¹   | 3.936.630 |
| 01976 ²           | 4.402.990 |
| 09. März 1981 ¹   | 5.109.812 |
| 01986 ²           | 5.495.488 |
| 15. März 1991 ¹   | 5.674.114 |
| 15. März 1996 ²   | 6.412.937 |
| 14. März 2001 ¹   | 6.708.389 |
| 01. Januar 2006 ² | 6.864.346 |
| 30. Juni 2011 ¹   | 7.071.576 |
| 30. Juni 2016 ¹   | 7.336.585 |

| Jahr            | Einwohner |
| --------------- | --------- |
| 30. Juni 2018 ² | 7.451.000 |
| 30. Juni 2019 ² | 7.524.100 |

### Sprachen
| Sprache                                                                                          | 1997   | 2017   |
| ------------------------------------------------------------------------------------------------ | ------ | ------ |
| Englisch                                                                                         | 38,1 % | 53,2 % |
| Kantonesisch                                                                                     | 95,2 % | 94,6 % |
| Hochchinesisch                                                                                   | 25,3 % | 48,6 % |
| Anmerkung: Die Prozentzahlen ergeben aufgrund Mehrsprachigkeit der meisten Personen keine 100 %. |        |        |

Die zwei Amtssprachen Hongkongs sind Englisch und Chinesisch, wobei Chinesisch in dem betreffenden Artikel 9 von Kapitel I des Basic Law nicht näher definiert ist. Die in Hongkong vorherrschende Kantonesische Sprache und Hochchinesisch, auch Standardchinesisch genannt, werden damit offiziell als eine Sprache in zwei Varianten betrachtet, die beide als eine Amtssprache Hongkongs anzusehen sind. Beide Varianten des Chinesischen werden in der chinesischen Schrift geschrieben. In Hongkong werden jedoch, wie in Macau und im Unterschied zu anderen Teilen der Volksrepublik, traditionelle Langzeichen verwendet.
Zudem gibt es Schriftzeichen, die ausschließlich in Hongkong verwendet werden, welche die Hongkonger Regierung im sog. Hong Kong Supplementary Character Set, Abk. HKSCS, zusammengefasst hat und regelmäßig aktualisiert. Das Kantonesische Hongkongs unterscheidet sich vom Guangdonger Kantonesisch unter anderem dadurch, dass es, neben einer hohen Anzahl von Anglizismen, umgangssprachlich häufig einen Sprachwechsel zwischen der Englischen und Chinesischen Sprache gibt. Englisch wird weithin verstanden. Unter der älteren Bevölkerung ist Englisch historisch bedingt wenig verbreitet.
Hochchinesisch findet mehr und mehr Verbreitung durch die verstärkte Integration mit dem Festland. Neben Englisch ist Japanisch die zweitbeliebteste Fremdsprache in Hongkong. Hingegen haben Französisch, Spanisch, Deutsch oder andere europäische Sprachen nur eine sehr geringe Popularität in der allgemeinen Bevölkerung.

### Religion

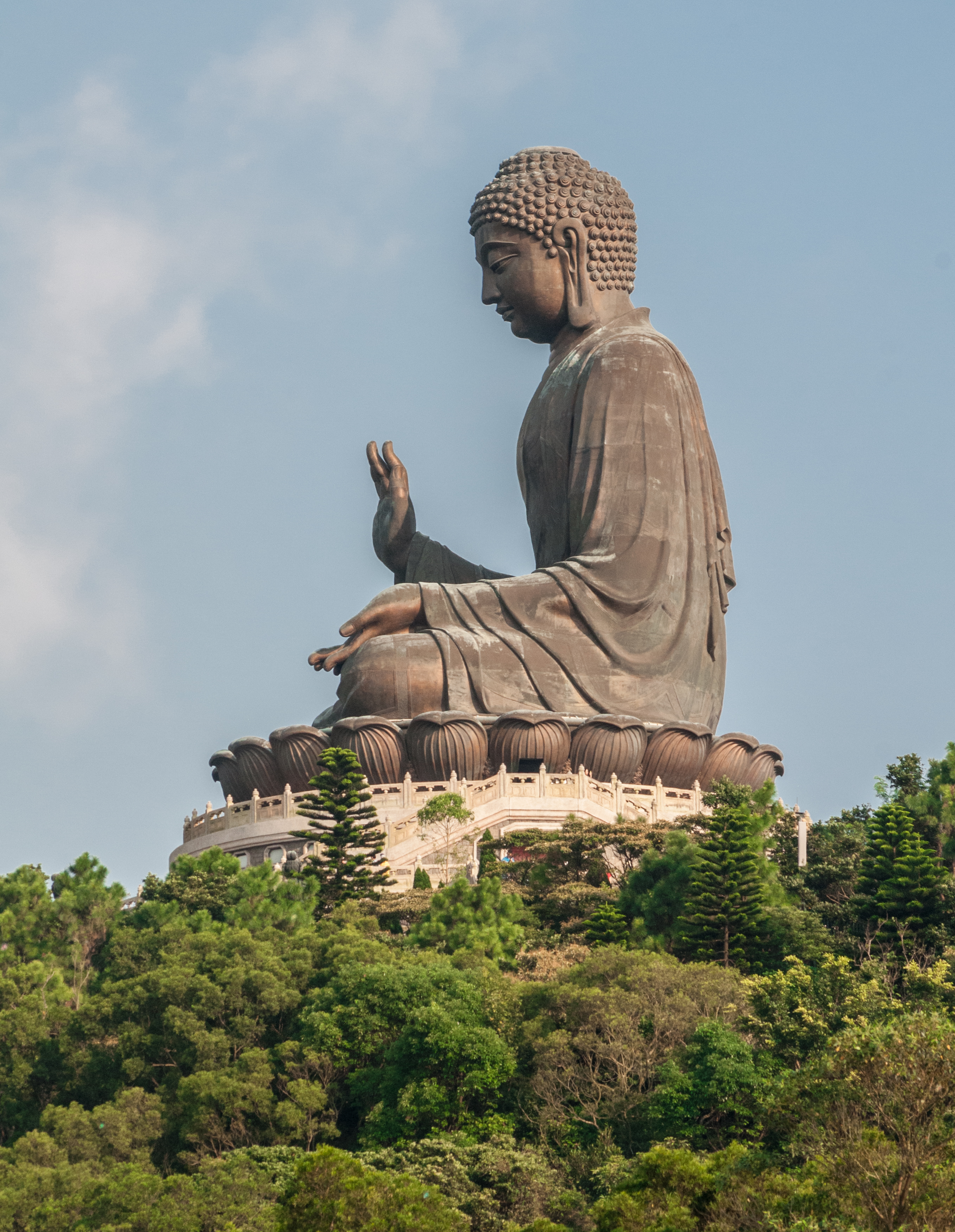
Tian Tan Buddha – Buddhastatue
auf Lantau Island (2013)

In Hongkong wird fast jede Religion praktiziert. Aufgrund seiner britischen Kolonialgeschichte als Drehkreuz in Südostasien und Tor zu China haben Menschen aus verschiedenen Teilen der Erde und unterschiedlicher Glaubensrichtungen, die sich in Hongkong niederließen, hier ihre Tempel und Gotteshäuser gebaut. In der chinesischen Bevölkerung dominieren die konfuzianistische, die taoistische und die buddhistische Weltanschauung; mehr als 10 % der Einwohner (meistens ethnische Chinesen) sind Christen, darunter etwa 540.000 Katholiken, wovon 360.000 katholische Chinesen sind. Protestanten befanden sich seit 1841 in der Stadt, im Jahr 2000 wurden etwa 300.000 Personen in 1300 Kirchgemeinden und in über 50 Denominationen dazu gezählt. Größte evangelische Konfession waren die Baptisten, die zudem über Hunderte von Schulen vom Kindergarten bis zur Universität betrieben. Weiter gibt es auch eine große Anzahl an religiösen Stätten verschiedener Weltanschauungen.
Der bedeutendste buddhistische Tempel Hongkongs ist der Tempel der Zehntausend Buddhas (萬佛寺,  Wànfó Sì, Jyutping Maan6fat6 Zi6*2) in Sha Tin, der auf einem Hügel liegt. Die Wände dieses Tempels sind mit etwa 12.800 Buddhas geschmückt, die von Gläubigen der Stadt und dem Ausland gespendet wurden und an denen zwölf Handwerker zehn Jahre lang gearbeitet haben. Auf der Insel Lantau Island befindet sich das buddhistische Po Lin Kloster mit dem Tian Tan Buddha, einer der weltweit größten sitzenden Buddhastatuen auf dem ganzen Globus. Das Ling-To-Kloster zählt zu den drei wichtigsten buddhistischen Klöstern Hongkongs.
Interessant sind auch die zahlreichen kleinen Tempel, die in Central und Kowloon zwischen die Wolkenkratzer eingezwängt liegen, wie etwa der größte Man-Mo-Tempel – hochchinesisch Wenwu-Tempel – (文武廟,  Wén Wǔ Miào, Jyutping Man4Mou5 Miu6*2) Hongkongs, der den taoistischen Göttern der Literatur und der Kampfkunst gewidmet ist und in einem der traditionellsten Viertel Sheung Wans, auf der Hollywood Road 124–126, der Insel liegt. Dieser Tempel ist unter der lokalen Bevölkerung Hongkongs ugsl. auch als „Man-Mo-Tempel der Tung Wah Hospital Groups“ – 東華三院文武廟 – bekannt, da die Tempelverwaltung von dieser karitativen Organisation geführt wird. Gewöhnlich sind die meisten Tempelanlagen Hongkongs in der Dachorganisation des „Chinesischen Tempelkomitees“ (華人廟宇委員會, englisch Chinese Temples Committee) organisiert.
Einer der über 102, meist kleinen Tin-Hau-Tempel (天后廟,  Tiānhòu Miào, Jyutping Tin1hau6 Miu6*2), die verteilt über verschiedene Orten von Hongkong zu finden sind, liegt nahe der Market Street im Stadtteil Yaumatei im Nordwesten Kowloons und ist der taoistischen Schutzgöttin Tinhau, nach hochchinesischer Aussprache Tianhou, geweiht, die als Schutzpatronin besonders bei Seefahrern und Fischern beliebt ist, wohingegen der riesige Wong-Tai-Sin-Tempel, etwas nördlich von Mongkok gelegen, wegen seiner wundersamen Heilkräfte und Wahrsagungen der meistbesuchte Tempel Hongkongs ist. Zu den vier bekanntesten taoistischen Tempeln Hongkongs zählen neben dem Man-Mo-Tempel in Sheung Wan (Hollywood Road, Central, Hong Kong Island) der Wong-Tai-Sin-Tempel in Kowloon, der älteste Tin-Tau-Tempel Hongkongs in Sai Kung (佛堂門天后古廟, englisch Joss House Bay Tin Hau Temple) und der Che-Kung-Tempel in Sha Tin (車公廟,  Chēgōng Miào, Jyutping Ce2gung2 Miu6*2, englisch Che Kung Temple).
Die bedeutendste Moschee Hongkongs, das Kowloon Mosque and Islamic Centre, liegt an der Nathan Road in Kowloon, direkt am Südende des Kowloon Park, wohingegen mit der St John’s Cathedral die größte anglikanische Kirche Hongkongs sich im Central District befindet; sie wurde 1849 erbaut und befindet sich heute inmitten von Bäumen im Schatten des Bank of China Tower. Im Gegensatz zum Festland sind christliche Religionsgemeinschaften nicht in einer Chinesisch Katholisch-Patriotischen Vereinigung organisiert.

### Bildung
Es gibt eine Schulpflicht für Kinder von 6 bis 15 Jahren. Die meisten Kinder werden ab 3 Jahren in Vorschulen geschickt. Hongkongs Schulsystem und dessen Gliederung hat das britische System zum Vorbild. Die Grundschulbildung beginnt mit 5 bis 6 Jahren und dauert 6 Jahre. Die Bildung in der Sekundarstufe (englisch secondary education) ist in junior form (3 Jahre) und senior form (2 Jahre) geteilt. Etwa 90 % der Kinder durchlaufen die Schule bis zur gesamten Bildung der Sekundarstufe, um an einer staatlichen Prüfung (HKCEE) teilzunehmen. Nach deren Bestehen wird ein Certificate of Education ausgehändigt. Für eine Hochschulausbildung sind danach noch zwei Jahre Gymnasialbildung zu absolvieren und eine Numerus clausus Prüfung zur Aufnahme in die Universität abzulegen.
Seit den 1970er-Jahren ist die Pflichtschulbildung in Hongkong gratis. Für weitergehende Ausbildungen fallen Gebühren an.
Auch für die Pflichtschulbildung versprechen viele private Institutionen eine höhere Bildungsqualität zu höheren Preisen. Unterrichtssprache ist Chinesisch (Kantonesisch), als fakultative Zweitsprache wird meist Englisch gewählt.
Neben öffentlichen Schulen gibt es in Hongkong private und internationale Schulen. Zu den bekannteren gehören unter anderem:
- Deutsch-Schweizerische Internationale Schule
- Diocesan Boys’ School
- King’s College
- Li Po Chun College
- Maryknoll Convent School
- Queen’s College
- St. Mary’s Canossian College

Hongkong verfügt über elf Universitäten und zwei Academy-Institute, die auch Bachelor-Degree-Studiengänge anbieten.
Wegen der hohen Nachfrage nach Hochschulbildung gibt es eine große Anzahl anderer Institutionen, die Hochschulkurse anbieten.
Die älteste Hochschule ist die 1910 gegründete Universität Hongkong. Hinzu kommen beispielsweise die Chinese University of Hong Kong, Hong Kong University of Science and Technology, Hong Kong Polytechnic University, die City University in Hongkong oder die Lingnan University.
Des Weiteren gibt es in Hongkong über 67 öffentliche Bibliotheken, von denen die im Jahr 2001 eröffnete Hongkong Zentralbibliothek mit ihren 12 Stockwerken und 33.800 Quadratmetern Fläche die größte ist. Ihr Bau hat 690 Millionen HK$ gekostet.

### Wohnsituation
Laut dem internationalen Beratungsunternehmen Mercer gilt Hongkong als eine der Städte mit den höchsten Lebenshaltungskosten der Welt. Nirgendwo auf der Welt sind die durchschnittlichen Kosten für Wohnraum so hoch wie in Hongkong. Die bebaubare Fläche ist begrenzt, aber es finden sich genügend Käufer für teure Luxus-Appartements, womit Immobilienfirmen am meisten verdienen. Selbst für die Mittelklasse sind Eigentumswohnungen oft unerschwinglich.
In Mercers Rangliste der Städte nach ihrer Lebensqualität belegt Hongkong im Jahre 2019 den 71. Platz unter 231 untersuchten Städten weltweit. Hongkong lag damit hinter vergleichbaren asiatischen Großstädten wie Singapur (Platz 25) oder Tokio (Platz 49), jedoch vor allen untersuchten Städten auf dem chinesischen Festland.

#### Public Housing
Als im Jahr 1949 der chinesische Bürgerkrieg mit der Ausrufung der Volksrepublik China endete, begann eine große Migrationswelle aus China in die damalige britische Kronkolonie Hongkong. Die zumeist mittellosen Migranten siedelten sich in großen Gebieten mit Hütten aus Holz und Blech an, die im ganzen Territorium verstreut entstanden. Die Sicherheits- und Hygienebedingungen waren katastrophal, und es kam immer wieder zu Bränden. Nachdem ein Brand, der zu Weihnachten 1953 in Kowloon Nord im Ortsteil Shek Kip Mei (石硤尾) ausbrach, mehrere Tage wütete und mehr als 50.000 Menschen obdachlos machte, entschied die Kolonialverwaltung, die Hüttenbewohner vorübergehend in mehrstöckige Betonhäuser umzusiedeln, um sowohl den Brandschutz als auch die hygienischen Bedingungen zu verbessern. Dies war praktisch der Beginn des Public-housing-Programms in Hongkong. Die ersten acht Mark-I-Häuser waren bereits Ende 1954, in Shek Kip Mei, fertiggestellt, um den durch das Feuer obdachlos Gewordenen ein Heim zu bieten.
Die Wohnraumfläche pro Familie lag bei 20 Quadratmetern, Sanitäreinrichtungen mussten mit anderen Familien geteilt werden, und Kochgelegenheiten befanden sich außerhalb der Wohnungen. Bis Ende der 1960er-Jahre wurden zahlreiche derartige Häuser errichtet, wobei die verbesserten Versionen Mark II und Mark III nur wenig mehr Komfort boten. Praktisch spielte sich alles Leben auf den Straßen ab, wobei diese für die zahlreichen Verkaufsbuden benutzt wurden. 1965 wurden Wohnhochhäuser, beginnend mit der Mark-IV-Serie (z. B. Lower Ngau Tau Kok (II) Estate), errichtet. Diese boten jeder Wohnung eine eigene Sanitäreinrichtung und einen Balkon an. Zu diesem Zeitpunkt lebte eine Million Menschen in den Wohnungen des Public-housing-Programms.
1971 wurde das Wah Fu Estate, der erste public-housing-Wohnblock, welcher als eine in sich geschlossene Gemeinschaft konzipiert wurde, fertiggestellt. Dieser bot den Bewohnern Einkaufszentren, einen Busbahnhof sowie weitere Gemeinschaftseinrichtungen. 1972 rief die Kolonialverwaltung ein Programm ins Leben, das über die nächsten zehn Jahre Wohnraum für etwa 1,8 Millionen Menschen schaffen sollte. Später wurde dieses Programm bis 1987 verlängert.
Zunächst erfolgte die Renovierung vieler der Häuser vom Typ Mark I–II. Die Maßnahmen erwiesen sich jedoch als nicht ausreichend, sodass der Bau großer Hochhäuser erfolgte, die in den Erdgeschossen Platz für Geschäfte und Einkaufszentren boten. Hier waren in jeder Wohnung Sanitäreinrichtungen und Küche integriert. Nach diesem Schema werden bis heute Wohnblöcke errichtet, wobei sich die Standards in puncto Wohnfläche, Infrastruktur und Ausstattung der Wohnungen ständig erhöht haben. 1981 erreichte die Zahl der Personen, welche in Wohnungen des Public-housing-Programms lebten, die zwei Millionen. 1985 wurde beschlossen, die in den 1960ern errichteten Wohnblöcke, welche nicht mehr dem Standard genügten, abzureißen. Die Sanierungsarbeiten an den alten Mark-I–II-Gebäuden wurden 1991 abgeschlossen. Ein Jahr später wurden die ersten Harmony Blocks, die neue Generation von Public-housing-Wohngebäuden, fertiggestellt.
Trotz der hohen Bautätigkeit für die Wohnraumschaffung gelang es erst in den frühen 1980er-Jahren, die letzten Hüttenviertel aufzulösen. 2001 wurden die letzten Betonhäuser in Shek Kip Mei, welche den Opfern des Brandes von 1953 vorübergehend Wohnraum boten, abgerissen. Die Mark-I–III-Häuser sind mittlerweile fast gänzlich abgerissen und durch Hochhäuser ersetzt worden; die wenigen verbliebenen Exemplare werden wiederum von fast mittellosen Einwanderern aus der Volksrepublik bewohnt.
Das Public-housing-Programm ist bis heute der wichtigste Erzeuger von Wohnraum; in einigen Gebieten von Hongkong liegt der Anteil der Wohnungen, die durch die Public Housing Authority geschaffen wurden, bei weit über 70 %. Laut Regierungsangaben befanden sich 2014 mehr als 220.000 Personen auf der Warteliste des Public-housing-Programms, bei einer durchschnittlichen Wartezeit von bis zu drei Jahren.
Nachdem in den letzten Jahrzehnten das Einkommensniveau großer Teile der Bevölkerung stark angestiegen ist, geht die Public Housing Authority in zunehmendem Maße dazu über, die Mieter der Wohnungen zu Eigentümern zu machen. Man hofft, durch Eigentum an ihrem Wohnraum den immer älter werdenden Hongkongern mehr Sicherheit zu geben.

#### Cage People
In der Metropole Hongkong sind über 1,3 Millionen Menschen ökonomisch und sozial an den Rand gedrängt. Davon lebten 2017, laut Angaben des Hilfswerks Misereor, Hunderttausende Menschen als sogenannte Cage People (deutsch etwa: Käfigmenschen). Das ist die Bezeichnung für Bewohner Hongkongs, die mit mehreren Personen in einem Raum wohnen, welcher durch abschließbare Käfige oder Holzboxen geteilt ist. Die Käfige dienen als einzelne Wohneinheiten, sind etwa zwei Kubikmeter groß und teilweise doppel- oder dreistöckig gestapelt. Ganze Familien leben in den Käfigen, teilen sich mit sechs anderen Familien eine Toilette, waschen dort ihre Wäsche mit der Hand und schlafen übereinander. Es gibt keine Privatsphäre oder Rückzugsräume. Extrembedingungen herrschen im Sommer, wenn in Hongkong die Temperaturen um die 40 Grad liegen.
Die Geschichte der Käfigwohnungen („caged homes“) begann durch einen rasanten Bevölkerungszuwachs in den 1950er- und 1960er-Jahren. Viele Wohnungen wurden von den Eigentümern unterteilt in Mini-Behausungen, auch Schuhkartons genannt. 2013 schätzte die Hongkonger Regierung, dass etwa 177.000 Menschen unter unzureichenden Bedingungen lebten. Eine Trendwende ist nicht in Sicht, da viele der Käfigwohnungen illegal betrieben werden.

#### New Towns
Ab den 1970er-Jahren betrieb die Hongkonger Regierung systematisch den Aufbau von Planstädten, den sogenannten New Towns, in den New Territories. Das Hauptziel dabei war die Entlastung der extrem angespannten Wohnungssituation in Hong Kong Island und Kowloon. Die Infrastruktur der New Towns wurde staatlicherseits bereitgestellt, und auch die dortigen Wohnungen wurden zu einem signifikanten Anteil in staatlicher Regie erbaut. Im Jahr 2016 lebte fast die Hälfte der Hongkonger Bevölkerung in den neun existierenden New Towns.

### Verhältnis zu den Festlandchinesen nach der Rückgabe
Das Verhältnis zu den Festlandchinesen ist nicht spannungsfrei, aber die kulturelle und nationale Zugehörigkeit Hongkongs zu China steht für die große Mehrheit der Bewohner Hongkongs außer Frage. Nach einer repräsentativen Umfrage des Pew Research Center von 2023 identifiziert sich die Mehrheit der Bevölkerung (53 %) als „sowohl Hongkonger als auch Chinese“, etwa ein Drittel „primär als Hongkonger“ und 10 % „primär als Chinese“, in der gleichen Umfrage gaben 48 % der Befragten an den Einfluss Chinas als große Gefahr („Major Threat“) für Hongkong zu sehen. Hongkong wurde als liberalste Marktwirtschaft der Welt beschrieben. Der Anteil an Millionären und Milliardären ist in Hongkong so hoch wie nirgendwo sonst, aber die Einkommen sind eklatant ungleich verteilt. Nirgendwo in China ist die Armutsquote so hoch wie in Hongkong. Rund 20 Prozent der Hongkonger Bevölkerung leben unterhalb der Armutsgrenze. Im gesamten China lag die Armutsquote 2016 nur bei 3,14 Prozent. Allerdings ist die gesetzliche Armutsdefinition in Hongkong und der übrigen Volksrepublik u. a. aufgrund verschiedener Lebenshaltungskosten kaum direkt vergleichbar. Arm in Hongkong im Sinne der amtlichen Statistik war, wer weniger als die Hälfte des Durchschnittseinkommens verdiente. Für eine Einzelperson in Hongkong lag die Armutsgrenze 2016 bei 4.000 HK$ (umgerechnet rund 512 US$) pro Monat. Die Armutsgrenze in der Volksrepublik China lag 2016 bei 2300 Yuan (nach offiziellem Umrechnungskurs ungefähr 350 US$) pro Jahr.
Im Jahr 2016 stieg die Zahl in Hongkong auf 1,35 Millionen Armutsbetroffene. Rund 30 Prozent der Hongkonger lebten 2017 in einer Sozial- oder sozialgeförderten Wohnung. 40 Prozent der Hongkonger beziehen Sozialhilfe. Diese gibt es erst seit Anfang der 2000er-Jahre. Der Höchstsatz für Sozialhilfeempfänger betrug 2017 umgerechnet rund 500 Euro. Fast die Hälfte der Sozialhilfeleistungen entfällt für ein Bett im Käfig. Diese Menschen leben in großer Armut.
Hongkong hat mit 51,5 Stunden/Woche im Schnitt die längsten Arbeitszeiten der Welt. Nirgendwo wird in China mehr gestreikt als in Hongkong. Nach der offiziellen Statistik betrug der Median des Monatseinkommens im Mai/Juni 2017 16.800 HK$ (≈ 1920 Euro). Das Einkommen ist aber äußerst ungleich verteilt. Der Arbeitsmarkt ist stark auf Arbeit im Dienstleistungssektor und Bürojobs ausgerichtet, wobei Anforderung und Entlohnung eine weite Spreizung aufweisen. So wurden 2016 für einfache Büroarbeiten maximal umgerechnet 600 Euro gezahlt, die kaum die Wohnungsmiete finanzieren. Auf der anderen Seite erhielten Manager von Banken und multinationalen Konzernen zum monatlich durchschnittlichen Festgehalt in Höhe von rund 20.000 Euro Krankenversicherungsschutz, Rentenvorsorge, Zuschüsse für sowohl Mieten und Schulgelder für deren Kinder o. Ä. als auch Mitgliedschaften in exklusiven Clubs.
Die Mehrzahl der Büroangestellten in der öffentlichen Verwaltung, bei Banken und Versicherungen verdienen monatlich rund 3.000 Euro. Von größerem Interesse sind nichtmonetäre Vergünstigungen. So gewähren internationale Unternehmen ihren Angestellten tendenziell mehr Urlaub, haben eine Fünftagewoche, verlangen weniger Überstunden, zahlen oftmals auch im Krankheitsfall und bieten darüber hinaus eine größere Arbeitsplatzsicherheit. Wer mit 22 oder 23 Jahren von der Universität kommt, konnte 2016 in Hongkong mit einem Anfangsgehalt von umgerechnet rund 1.500 bis 1.700 Euro kalkulieren. Das ist niedriger als in Festlandchina, weshalb junge Menschen Hongkong zunehmend insbesondere in Richtung Shenzhen verlassen. Auch die Mehrzahl der Manager verdient brutto inzwischen etwa gleich viel wie auf dem chinesischen Festland.
Mit finanzieller Unterstützung der Nationalregierung in Peking für Sozialleistungen ist die Hongkonger Lokalregierung bemüht, die große Ungleichheit abzubauen. Insbesondere Parteien, die der Kommunistischen Partei Chinas (KPCh) nahestehen, konnten im Hongkonger Legislativrat 2011 die Einführung eines Mindestlohns durchsetzen (genauer unter Minimum Wage Ordinance Cap. 608.), der seit Mai 2025 bei einem Stundenlohn von 42,1 HK$ (umgerechnet etwa 4,57 Euro) liegt. Lange über die Zeit der britischen Kolonialregierung hinaus besaßen Arbeitnehmer in Hongkong keinerlei Rechte. Die Hong Kong Employment Ordinance regeln erst seit 2014 arbeitsrechtliche Minimalbestimmungen, entsprechen jedoch noch nicht den auf dem Festland geltenden Arbeitsvertrags- und Arbeitssicherheitsgesetzen.
Anders als im restlichen China besteht in Hongkong bis heute keine gesetzliche Krankenversicherungspflicht. Jedoch werden inzwischen von den meisten Arbeitgebern in Hongkong zusätzliche Prämien für private Krankenversicherungen gezahlt (Stand 2017). Eine gesetzliche Altersvorsorge wurde erst im Jahr 2000 in Hongkong eingeführt. Seitdem sind Unternehmen in Hongkong wie überall in der Volksrepublik China verpflichtet, Beiträge in einen staatlichen Pensionsfonds abzuführen.
Die KPCh selbst ist auf Grundlage der bis 2047 geltenden chinesisch-britischen gemeinsamen Erklärung zu Hongkong in Hongkong verboten.
Anfang 2019 brachte die Regierung ein Gesetz ein, das Auslieferungen von Verdächtigen von Hongkong nach Festland-China ermöglicht hätte. Dagegen finden seit Juni 2019 Proteste in Hongkong statt. Am 16. Juni demonstrierten zwei Millionen Menschen gegen das geplante Auslieferungsgesetz.

## Geschichte

### Prähistorische Zeit
Nach archäologischen Forschungen leben seit ungefähr 5.000 Jahren Menschen in dieser Region. Neolithische Artefakte weisen auf den Einfluss nordchinesischer Steinzeit-Kulturen wie der Longshan-Kultur hin. Bestimmte Steingravuren werden auf die Bronzezeit (Shang-Dynastie) datiert. Artefakte aus dem 6. bis 3. Jahrhundert v. Chr. (Zeit der Streitenden Reiche) zeigen kulturelle Verwandtschaft mit dem benachbarten Guangdong.

### Chinesisches Kaiserreich
Während der Han-Dynastie wurde das Gebiet des heutigen Hongkong von Han-Chinesen besiedelt. Während der Tang-Dynastie war die Region um Guangzhou ein bedeutendes Handelszentrum, und die Region von Hongkong und dem heutigen Shenzhen diente als Hafen. Die erste starke Migration aus dem nördlichen China setzte während der Song-Dynastie ein.
Nachdem die Yuan-Dynastie infolge der Mongolenkriege auch über Hongkong die Macht übernommen hatte, verstärkte sich die Einwanderung aus Richtung Norden, nach wie vor blieb die Region jedoch relativ abgeschottet und lebte vom Fischfang und der Perlenzucht. Im Jahre 1517 landete der portugiesische Händler Fernão Pires de Andrade an der südchinesischen Küste, vermutlich in Hongkong, wo für jene Zeit einige größere Siedlungen belegt sind.
Nach dem Fall der Ming-Dynastie fiel die Region des heutigen Hongkong an den Bezirk Xin’an (新安縣,  Xīn’ān Xiàn, Jyutping San1on1 Jyun6).

### Britische Kronkolonie

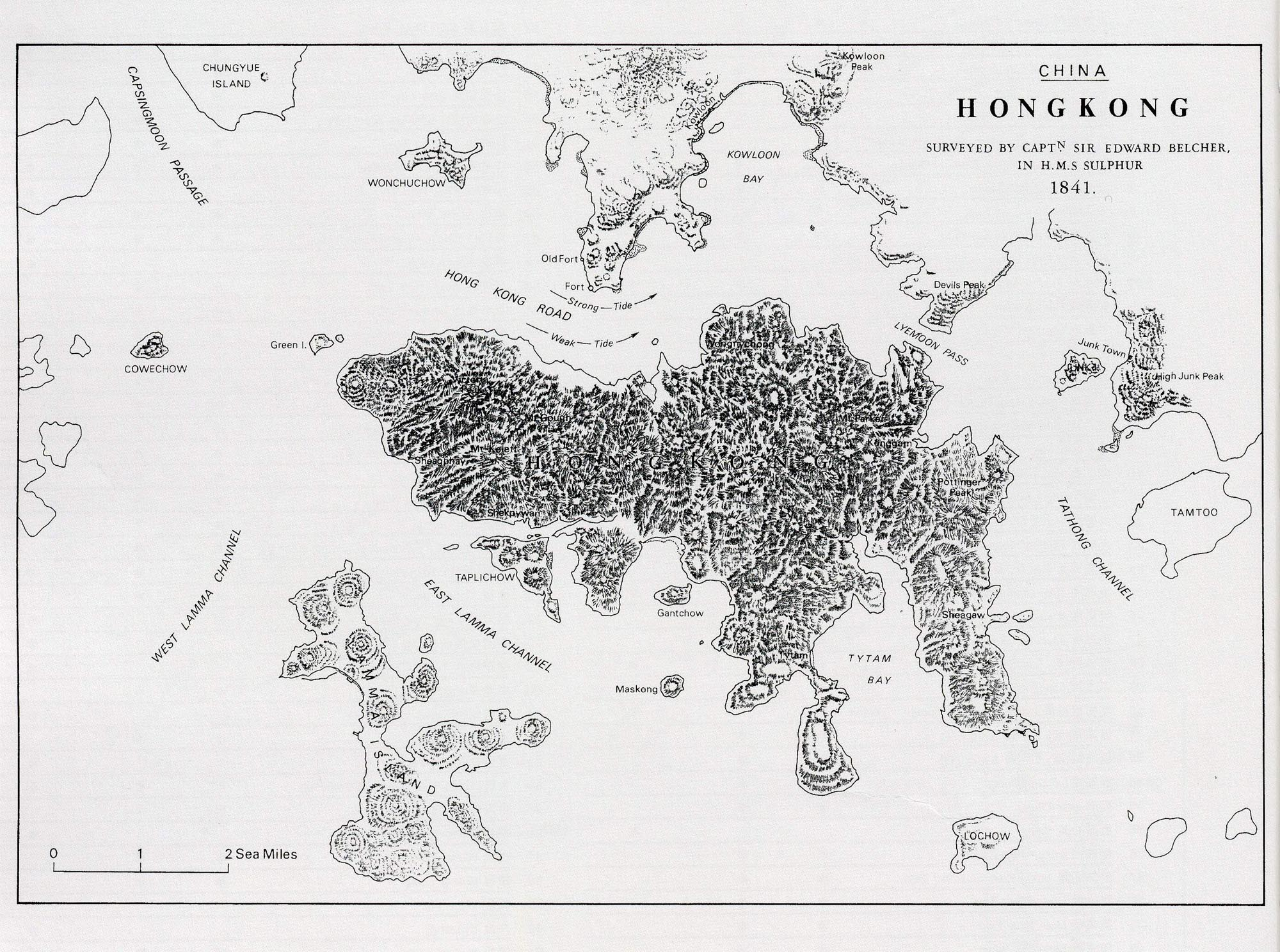
Historische Karte von 1841

1699 gelangte die britische Ostindien-Kompanie zum ersten Mal nach China. Im Jahr 1711 wurde ein fester Handelsstützpunkt in Guangzhou gegründet. Die britische Einführung von Opium nach China führte zum Ersten Opiumkrieg und 1841 zur Besetzung Hongkongs. Ein Jahr später musste China das Gebiet mit dem Vertrag von Nanjing offiziell an das Vereinigte Königreich abtreten. 1843 erklärte Großbritannien Hongkong zu einer britischen Kronkolonie, welche fortan von einem Gouverneur verwaltet wurde. Über den exterritorialen Status als Vertragshafen hinaus erwarb Großbritannien durch die sogenannten „Ungleichen Verträge“ weitere Gebiete in China. Die chinesische Regierung wurde gezwungen, Hafenstädte zwischen 25 und 99 Jahre an Großbritannien, Frankreich, Russland, Deutschland und Japan zu verpachten. Großbritannien gewann auf diesem Wege Kowloon (Pekinger Konvention 1860), die New Territories (1898 Konvention über die Erweiterung des Hongkonger Territoriums), Weihaiwei (1898) sowie weitere 235 Inseln für 99 Jahre.
Für das britische Empire entwickelte sich Hongkong zu einem wichtigen Militärstützpunkt und Warenumtauschplatz in Ostasien. Zum Auf- und Ausbau der Industrie wurden Hunderttausende billige chinesische Arbeitskräfte gewaltsam nach Hongkong verbracht. Die Stadt entwickelte sich ab Mitte des 19. Jahrhunderts bis Anfang des 20. Jahrhunderts hinter Macau zum zweitwichtigsten Umschlagplatz im völkerrechtswidrigen Kulihandel, wodurch die Bevölkerungszahl zwischen 1851 und 1931 von 33.000 auf 879.000 Einwohner stieg, davon 95 Prozent Chinesen.
Die Kolonie blieb lange Zeit im Schatten des größeren Schanghai, wo Großbritannien ebenfalls exterritoriale Territorien bis 1949 besetzt hielt. Eine enorm profitable Wertschöpfung erreichten die Kolonialmächte durch die rigorose Ausnutzung aller natürlichen und menschlichen Ressourcen. Insbesondere die britischen Kolonialisten reduzierten die Lohnkosten in ganz China, wie in Indien, Singapur und anderen Teilen des ehemaligen britischen Weltreichs, durch Kinderarbeit.
Bereits 1899, ein Jahr vor dem Boxeraufstand, lehnten sich die Chinesen gegen die Besatzungsmacht in Hongkong auf. Grund dafür war der Bau der Eisenbahn von Kowloon nach Kanton (Guangzhou), durch den Großbritannien versuchte, seinen Einfluss auf weitere chinesische Gebiete auszudehnen. Alle Aufstände wurden blutig niedergeschlagen. Die größten Unruhen seit der Bewegung des vierten Mai (1919 bis 1924) brachen 1925 nach dem Massaker vom 30. Mai aus, als britische Polizeikräfte bei einer antikolonialen Demonstration in Schanghai Schusswaffen einsetzten und mehrere chinesische Studenten töteten. Das Massaker war der Auftakt zu einer der größten Massenbewegungen in China. Einem Flächenbrand gleich breiteten sich Proteste über das gesamte Land aus und gipfelten im 16 Monate währenden Kanton-Hongkong-Streik.
Bei diesem Streik vereinten sich die Nationale Volkspartei Chinas (Kuomintang) und die Kommunistische Partei Chinas (KPCh) erstmals zu einer Einheitsfront. Dabei wurden alle Chinesen in Hongkong zur Arbeitsniederlegung, zum Boykott englischer Waren und zum Verlassen der Stadt aufgefordert. Schon in der ersten Woche der wirtschaftlichen Blockade verließen 50.000 Chinesen Hongkong, Ende Juli folgten weitere 250.000. Zeitzeugen zufolge ähnelte Hongkong zwischen August und Dezember 1925 einer Geisterstadt. Der Kanton-Hongkong-Streik schwächte den wirtschaftlichen und politischen Einfluss Großbritanniens in China nachhaltig.

#### Zweiter Weltkrieg und Nachkriegszeit

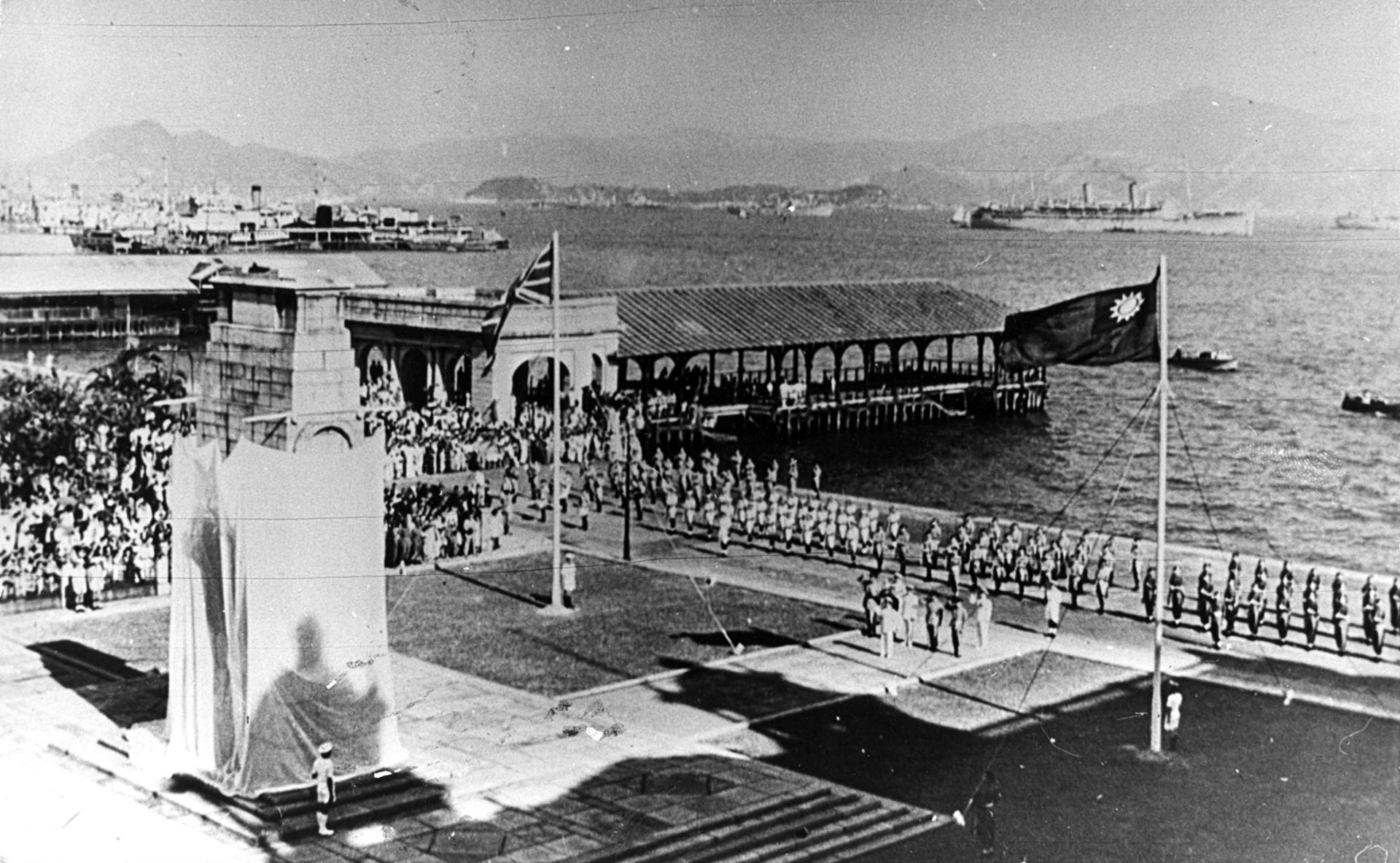
Das Hissen des Union Jacks und der Flagge der Republik China am Kenotaph zur Befreiungsfeier von der jap. Besetzung, Hongkong 1945

Unmittelbar nach dem Ausbruch des Zweiten Weltkrieges in Ostasien wurde Hongkong von der japanischen Armee unter Führung von Sakai Takashi angegriffen. Die Schlacht um Hongkong dauerte zweieinhalb Wochen, in deren Verlauf die Briten den Japanern die Stadt übergeben mussten. Mit der Kapitulation Japans am 16. August 1945 endete die japanische Besetzung Hongkongs.
Zwar hatte Großbritannien 1943 der Republik China zugesagt, alle ungleichen Verträge und Privilegien in den Häfen an der chinesischen Küste aufzugeben, doch die Briten brachen ihr Versprechen, den erzwungenen Pachtvertrag nach Kriegsende für ungültig zu erklären. Nun setzte ein Rennen um die Kontrolle von Hongkong ein: Chiang Kai-shek ließ Untergrundkämpfer nach Hongkong einschleusen, die die Stadt nach dem Abzug der Japaner übernehmen sollten. Winston Churchill hatte jedoch bereits ein Flottengeschwader nach China geschickt, das am 30. August 1945 im Hafen von Victoria einlief. Großbritannien stellte damit seine Kontrolle über Hongkong wieder her.
Chiang Kai-shek äußerte daraufhin den damals viel beachteten Satz: „Das chinesische Volk und seine Regierung, egal ob Nationalisten oder Kommunisten, können niemals eine erzwungene Abmachung, welche die chinesische territoriale und administrative Integrität verletzt, akzeptieren.“
Am Ende des Zweiten Weltkrieges war Hongkong großteils zerstört. Nach Ausrufung der Volksrepublik China 1949 flohen Hunderttausende Kuomintang-Anhänger auch nach Hongkong, viele ausländische Unternehmen verlegten ihre Vertretungen von Shanghai nach Hongkong.

#### Schwierige Beziehungen

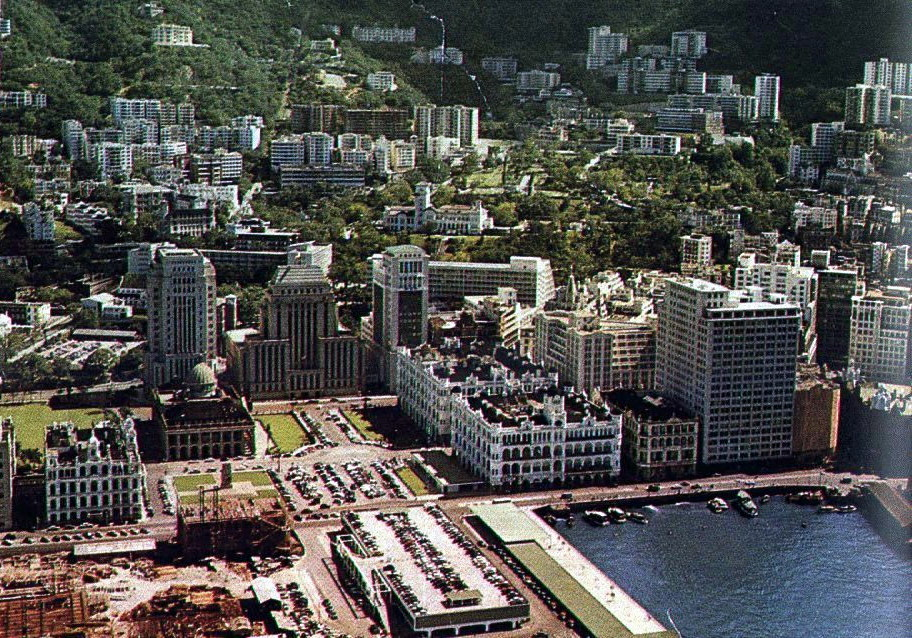
Central District (1955)

Das zu Beginn der 1950er-Jahre von den USA und seinen Verbündeten gegen die Volksrepublik China verhängte Wirtschaftsembargo hatte auch negative Auswirkungen auf den Handel und Wiederaufbau in Hongkong. Erst nach Aufhebung der Sanktionen erlebte Hongkong einen beispiellosen Boom und entwickelte sich zu einer der stärksten Wirtschaften der Welt.
Anfang der 1960er-Jahre wuchs infolge großer sozialer Ungleichheiten erneut Widerstand gegen die britische Kolonialherrschaft. Die Spannungen erreichten ihren Höhepunkt während der Unruhen in Hongkong 1967 mit vielen Toten und Verletzten.
Nach dem Tod Mao Zedongs begann dessen Nachfolger Deng Xiaoping die wirtschaftliche Öffnung Chinas gegenüber dem Ausland durch Sonderwirtschaftszonen wie im nördlich an Hongkong anschließenden Shenzhen. Seit den 1980er-Jahren wanderten fast alle Produktionsbetriebe aus Hongkong nach China ab. Die Stadt entwickelte sich zu einem reinen Handels- und Dienstleistungszentrum.

#### Verhandlungen zur Wiedereingliederung

Britische Kolonialflagge von Hongkong bis zum 30. Juni 1997

Im Jahr 1982 begannen Gespräche zwischen den Premierministern des Vereinigten Königreichs und der Volksrepublik China über die Zukunft des Territoriums. Die britische Seite unter Margaret Thatcher hatte ursprünglich gehofft, dass die Politik der Öffnung in China dazu führen könnte, dass China die britische Herrschaft über das Gebiet akzeptiert. Das Gegenteil war der Fall: Die Volksrepublik China bestand nicht nur auf der Rückgabe des für 99 Jahre gepachteten Gebietes, sondern zugleich auf der vollständigen Rückgabe der im Vertrag von Nanking unter Zwang abgetretenen Territorien. Diesen Standpunkt teilte auch die Republik China (Taiwan). Unabhängig davon war die Rückgabe Hongkongs schon zehn Jahre zuvor durch eine Resolution der Generalversammlung der Vereinten Nationen bestätigt worden.
Deng Xiaoping entwickelte die Doktrin, die als Ein Land, zwei Systeme bekannt ist. Diese Doktrin öffnete den Weg zur chinesisch-britischen gemeinsamen Erklärung zu Hongkong, die am 19. Dezember 1984 zwischen der Volksrepublik China und dem Vereinigten Königreich unterzeichnet wurde. Sie sah vor, dass Hongkong am 1. Juli 1997 zu einer Sonderverwaltungszone Chinas (Special Administrative Region, SAR) werden sollte. Im Juli 1989 wurde den Hongkonger Bürgern von der britischen Regierung offiziell mitgeteilt, dass sie trotz britischen Passes keinen Anspruch auf ein ständiges Wohnrecht in Großbritannien besäßen. Ende 1993 brachen die sino-britischen Gespräche über Hongkong nach 17 Verhandlungsrunden für kurze Zeit ab, da Uneinigkeit über die Einführung des künftigen Wahlrechts für den neu zu gründenden Hongkonger Legislativrat bestand. Im Juni 1994 erließ der noch amtierende Gouverneur, Lord Chris Patten, per Dekret das künftige Wahlsystem.

#### Chinesische Sonderverwaltungszone
Am 1. Juli 1997, nach 156 Jahren britischer Kolonialherrschaft, übernahm die Volksrepublik China die Souveränität und Kontrolle über Hongkong. Hongkong wurde eine Sonderverwaltungszone mit einem hohen, zuletzt jedoch abnehmenden Maß an Autonomie in allen politischen Bereichen, ausgenommen Außen- und Verteidigungspolitik, nach dem Prinzip Ein Land, zwei Systeme. Der erste Chief Executive der Sonderverwaltungszone Hongkong wurde Tung Chee-hwa.
Durch verschiedene Maßnahmen der chinesischen Zentralregierung, diese Autonomie schrittweise zu untergraben, kam es 2014 zu der Regenschirmbewegung und ab 2019 zu anhaltenden Massenprotesten.
Die VR China nimmt mit dem am 30. Juni 2020 in Kraft getretenen Hongkonger Sicherheitsgesetz („Gesetz zur nationalen Sicherheit“) direkten Einfluss auf Hongkong. Chinesischen Sicherheitskräften werden damit Befugnisse in Hongkong erteilt. Großbritannien kündigte daraufhin im Jahr 2020 an, dass bis zu 5,4 Mio. Menschen aus Hongkong eine Aufenthaltsgenehmigung über fünf Jahre in Großbritannien bekommen könnten, was dann eine Einbürgerung ermöglichen würde. Ab Februar 2021 wurden Anträge für einen Aufenthalt in Großbritannien entgegengenommen. Wenige Stunden danach erklärte China, den „British National (Overseas) passport“ (BNO-Pass) als Reisedokument und Identitätsnachweis in China nicht mehr anzuerkennen. Im Januar 2021 besaßen 350.000 Hongkonger einen BNO-Reisepass. Bis September desselben Jahres hatten 88.000 Hongkonger eine Einbürgerung nach Großbritannien beantragt. Von 2021 bis Juni 2024 sind 150.400 Menschen aus Hongkong mit BNO-Pass nach Großbritannien ausgewandert. Im Juni 2025 gab die letzte noch bestehende pekingkritische Oppositionspartei Liga der Sozialdemokraten, ihre Auflösung bekannt.

## Politik

### Autonomiestatus
Gemäß der chinesisch-britischen gemeinsamen Erklärung zu Hongkong und im Rahmen des von Deng Xiaoping entwickelten Prinzips Ein Land, zwei Systeme sollte das demokratisch-marktwirtschaftliche System Hongkongs mindestens 50 Jahre neben dem autoritären sozialistischen System der Volksrepublik China bestehen, so dass Hongkongs Rolle als eines der Finanzzentren Asiens gesichert bliebe. Diese Autonomie erlaubt es Hongkong, seine eigenen Gesetze, Zölle sowie seine eigene Währung zu besitzen. Die Sonderverwaltungszone ist weiterhin als ein eigenständiges Mitglied bei GATT, WTO, APEC, der Asiatischen Entwicklungsbank (ADB) und dem Financial Stability Board (FSB) sowie bei ESCAP assoziiert.
Traditionell wurden einige Richter an den höchsten Gerichten Hongkongs aus Großbritannien, Kanada oder Australien abgesandt. Dies sollte die Qualität der Rechtsprechung nach angelsächsischem Muster garantieren. Seit dem Inkrafttreten des Gesetzes zur nationalen Sicherheit sind mehrere Richter zurückgetreten, die meisten ohne Kommentar. Im Juni 2024 trat Lord Sumption vom höchsten Gericht zurück mit der Begründung „the city is slowly becoming a totalitarian state and judges are being compromised by an impossible political environment created by China“ (Die Stadt entwickelt sich langsam zu einem totalitären Staat und die Richter werden durch ein unmögliches politisches Umfeld, das von China geschaffen wurde, kompromittiert). Die Regierung Hongkongs erklärte, sie missbillige die Meinungen von Lord Sumption entschieden und bezeichnete sie als Verrat an den Richtern Hongkongs. Diese speziellen Richterämter in Hongkong sind extrem profitabel für die Richter: Sie erhalten ca. 40.000 UK £ pro Fall.
Auch die Rechtsanwaltskammer (englisch Hong Kong Bar Association) hatte Konflikte mit dem neuen Rechtsstatus. Nachdem Philip Dykes, ein Menschenrechtsanwalt, 2018 Vorsitzender geworden war, unterbrach die chinesische Zentralverwaltung alle Kontakte mit der Kammer. 2022 wurde Victor Dawes neuer Vorsitzender, der die Beziehungen zur Zentralregierung wieder verbesserte und 2024 von Jose-Antonio Maurellet, der ebenfalls das Wohlwollen der Zentralregierung geniest, ersetzt wurde.

### Parlament und Wahlrecht
Bis zur Rückgabe an China 1997 wurde der Gouverneur von Hongkong als Regierungschef auf Ratschlag des Foreign and Commonwealth Office vom britischen Monarchen eingesetzt. Bestrebungen zur Einführung freier Wahlen Ende der 1950er/Anfang der 1960er wurden nicht weiter verfolgt. Die ersten Wahlen fanden 1997 statt. Seitdem erfolgt die Gesetzgebung durch den Hongkonger Legislativrat (LegCo) auf Basis des Hongkonger Grundgesetzes (Hong Kong Basic Law). Allerdings besitzt nicht jeder Bürger das gleiche Stimmrecht. Nur die Hälfte der 70 Volksvertreter wird in Wahlbezirken gewählt. Die übrigen Mitglieder der gesetzgebenden Gewalt werden von 28 Berufsgruppen bestimmt. Dabei können die Stimmen von Individuen, zum Beispiel allen Lehrern Hongkongs, aber vor allem von großen Unternehmen vergeben werden.
Das Wahlsystem steht bei der Nationalregierung in Peking wie bei der Mehrheit der Hongkonger Bürger gleichermaßen in der Kritik. Es stammt noch von der britischen Besatzungsmacht, die sich auf diesem Wege einen gewissen politischen Einfluss in Hongkong gesichert hat. Nicht nur besitzen Konzerne einen direkten Einfluss auf die Abgeordneten, ihre Stimme ist auch gewichtiger, da in den Berufsgruppen insgesamt weniger Wähler als in den Wahlbezirken registriert sind. So besitzt beispielsweise der Finanzsektor 130 Stimmen, die durch 125 Wähler von Hongkonger Niederlassungen der in Paris ansässigen Axa sowie der Prudential und HSBC in London kontrolliert werden. Gleiches gilt für andere stimmberechtigte Branchen, wie Gastronomie, Airlines, Flughafenbetreiber etc. Eine Änderung des Wahlrechts war für 2017 vorgesehen, wurde jedoch verhindert – nicht durch Peking, sondern vom Hongkonger Parlament: Am 18. Juni 2015 lehnten die stimmberechtigten Mitglieder des Legislativrats den Wahlreformvorschlag mit 28 zu 8 Stimmen ab.
Ende August 2014 wurden Pläne des Nationalen Volkskongresses in Peking bekannt, wonach ein 1.200-köpfiges vom chinesischen Staat gebildetes Komitee die Kandidaten zur Wahl des Hongkonger Legislativrates festlegen sollte. Dagegen formierten sich im September 2014 Proteste in Hongkong, die von Studenten ausgelöst waren und denen sich die Bewegung Occupy Central with Love and Peace anschloss. Die Demonstrationen richteten sich sowohl gegen die Pläne Pekings als auch gegen das bestehende Wahlsystem. Die Demonstrationen dauerten bis Mitte Dezember 2014 an. Bei der Wahl zum Legislativrat am 4. September 2016 zogen mehrere Vertreter der kurz zuvor gegründeten Partei Demosistō, deren Anführer Nathan Law einer der Hauptexponenten der Proteste war, in das Parlament ein.
Im Demokratieindex 2020 der britischen Zeitschrift The Economist belegt Hongkong Platz 87 von 167 Ländern und gilt als ein „Hybridregime“. Am 14. Oktober 2020 veröffentlichte das US-Außenministerium einen Bericht über 10 Personen, die nach seiner Einschätzung wesentlich dazu beitragen, dass China seinen Verpflichtungen aus der chinesisch-britischen gemeinsamen Erklärung zu Hongkong und dem Grundgesetz von Hongkong nicht nachkommt. Xia Baolong, Zhang Xiaoming, Luo Huining, Carrie Lam, Teresa Cheng, Erick Tsang, Zheng Yanxiong, Eric Chan, John Lee, Chris Tang waren auf der Liste der Specially Designated Nationals and Blocked Persons.
Im März 2021 haben die Abgeordneten des chinesischen Volkskongresses (auf ihrer Jahrestagung in Peking) für die umstrittene Wahlrechtsreform in Hongkong gestimmt (2895 Ja-Stimmen, keine Nein-Stimmen und eine Enthaltung).
Danach wurden bei der Parlamentswahl am 19. Dezember 2021 nur noch 20 Abgeordnete direkt vom Volk gewählt; um zugelassen zu werden, mussten sie vor der Wahlkommission ihre Loyalität gegenüber Festlandchina schwören.
40 weitere wurden von einem pekingtreuen Wahlkomitee ausgewählt, weitere 30 wurden von Berufsständen ernannt, die meist „pro-Establishment“, also pro-KPCh gestimmt sind.
„Bei dem umstrittenen Votum fiel die Wahlbeteiligung auf nur noch 30,2 Prozent (inklusive ungültige Stimmen) – nachdem vor fünf Jahren noch 58,3 Prozent abgestimmt hatten.“
Im Dezember 2023 fanden erste Bezirksratswahlen in Hongkong seit einer von Peking durchgesetzten Wahlrechtsänderung statt. Nur 27,5 % der Wahlberechtigten haben teilgenommen, 2019 betrug die Wahlbeteiligung über 70 %. Alle Kandidaten wurden vorab von Wahlkomitees auf ihre „patriotische Gesinnung“ überprüft. Alle Kandidaten prodemokratischer Parteien wurden von der Wahl ausgeschlossen. Pekingtreue Kräfte haben die überwältigende Mehrheit der Sitze erobert.
2025 löste sich die Partei League of Social Democrats auf. Sie war eine der letzten Parteien, die sich der Zentralregierung widersetzten. Als Grund nannten sie „Our decision to disband was because we were facing a lot of pressure“ (Unsere Entscheidung zur Auflösung war, weil wir großem Druck ausgesetzt waren).

### Regierungschefs

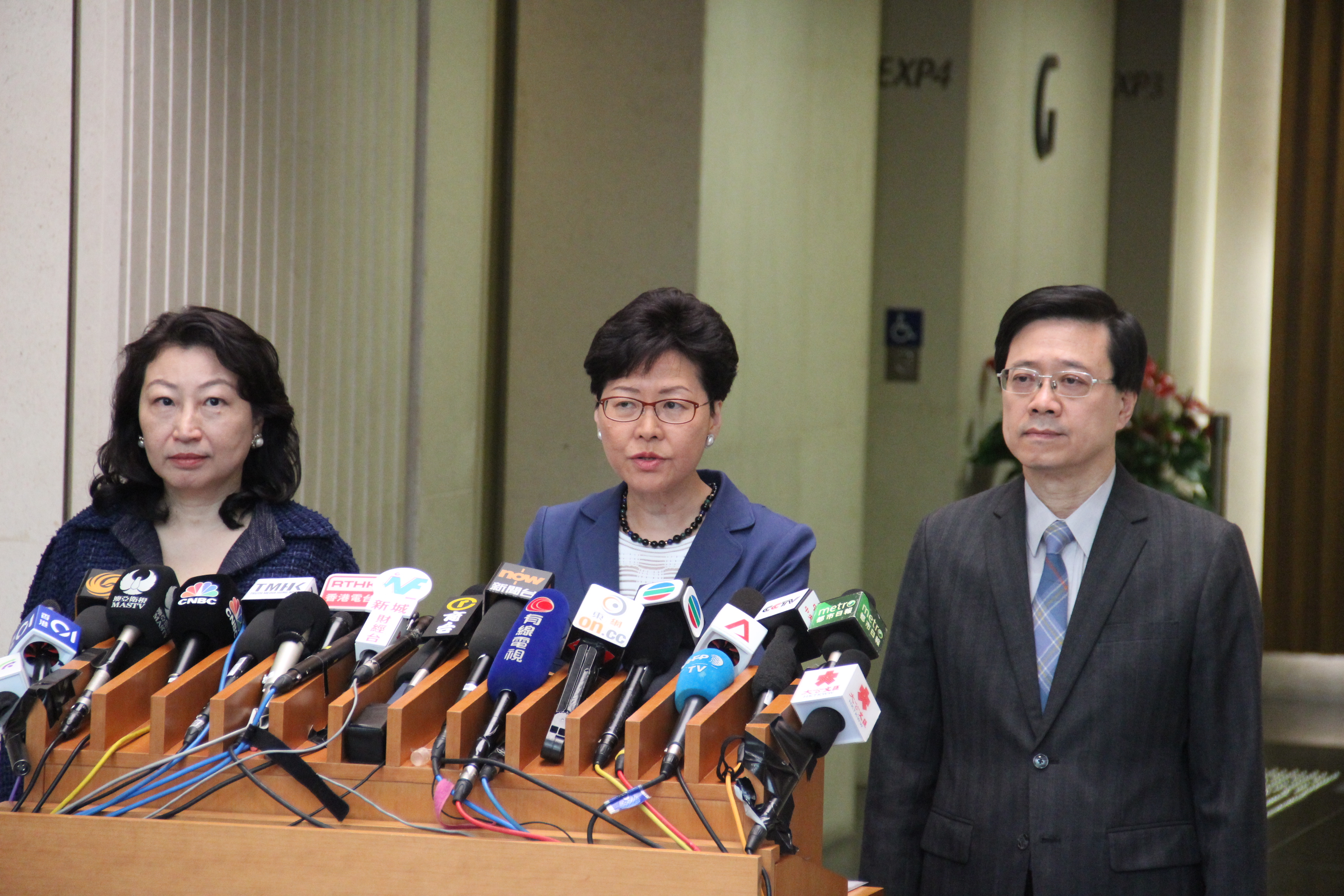
Teresa Cheng, Carrie Lam und ihr Nachfolger John Lee Ka-chiu (2019)

Die Sonderverwaltungszone Hongkong hat einen sogenannten Chief Executive als Regierungschef. Formelles Staatsoberhaupt Hongkongs ist der Staatspräsident der Volksrepublik China; derzeit Xi Jinping. 1997, bei der ersten Wahl, waren die Befugnisse der Gewählten unbekannt und wurden erst nachträglich festgesetzt. Erster amtierender Regierungschef nach der Rückgabe Hongkongs an China war Tung Chee-hwa. Diese Wahl erfolgte durch ein Komitee, dessen 400 Mitglieder der Nationale Volkskongress in Peking bestimmt hatte. Tungs Wiederwahl zu einer zweiten Amtsperiode erfolgte im Juli 2002 durch ein repräsentatives Wahlkomitee. Am 12. März 2005 trat Tung nach eigenen Angaben aus gesundheitlichen Gründen zurück.
Sein Nachfolger war zuerst Donald Tsang, bis er am 25. Mai 2005 zurücktrat, um sich auf die Wahlen am 10. Juli 2005 vorzubereiten. Von 80 Mitgliedern des Wahlkomitees wurde er schließlich wiedergewählt, dennoch beschränkte sich seine Amtszeit vorerst auf die zwei verbliebenen Jahre der Amtsperiode von Tung. Bei der Wahl am 25. März 2007 gewann erneut Donald Tsang, sein Gegenkandidat war der Anwalt Alan Leong. Die Wahl wurde in den Medien als Farce kritisiert, da durch die undemokratische Zusammensetzung des 800-köpfigen Wahlgremiums eine Niederlage Tsangs nahezu ausgeschlossen war. Die Kandidatur Leongs war allerdings eine Überraschung, da er für die Zulassung einer Bewerbung die erforderlichen 100 Stimmen aus dem Gremium auf Anhieb bekam. Nachdem Tsang 2012 gesetzesgemäß nicht mehr wiedergewählt werden konnte, wurde Leung Chun-ying am 25. März 2012 mit 689 Stimmen zum neuen Chief Executive gewählt.
Seit dem 1. Juli 2017 war Carrie Lam Regierungschefin von Hongkong. Sie wurde am 26. März 2017 mit 777 Stimmen gewählt und ist die erste Frau, die dieses Amt bekleidet. Der Präsident des Legislativrates von Hongkong – gesetzgebende Versammlung – war seit 2016 Andrew Leung.
Im Juli 2020 wurde das Komitee zur Wahrung der nationalen Sicherheit der Sonderverwaltungsregion Hongkong offiziell mit Carrie Lam als Vorsitzender und Eric Chan als Generalsekretär des Komitees eingerichtet. Die anderen Mitglieder sind Matthew Cheung Kin-chung (Verwaltungssekretär), Paul Chan Mo-po (Finanzsekretär), Teresa Cheng (Justizministerin), John Lee Ka-chiu (Sicherheitsminister) und Chris Tang (Kommissar von Hong Kong Police Force), Edwina Lau Chi Wai (stellvertretende Kommissarin der Hong Kong Police Force und Leiterin der Abteilung für die Wahrung der nationalen Sicherheit der Hong Kong Police Force), Au Ka-wang (Einwanderungsdirektor), Hermes Tang Yi- hoi (Kommissar für Zoll und Verbrauchsteuer von Hongkong).
Am 1. Juli 2022 folgte John Lee Ka-chiu Carrie Lam als Chief Executive of Hong Kong auf den Posten des Regierungschefs der Sonderverwaltungszone nach.

### Verwaltung
Die Sonderverwaltungszone Hongkong besitzt eine Einheitsverwaltung nach Vorbild eines Einheits- bzw. Zentralstaats und unterteilt sich in die drei Regionen Hong Kong Island, Kowloon und New Territories.
Die Regionen gliedern sich in 18 Distrikte (十八區, englisch 18 Districts) mit jeweils eigenen lokalen „Distrikträten“ (區議會, englisch District Council).
| #  | Distrikt            | 中文     | Farbe | Region           | Bild                                                                         |
| -- | ------------------- | -------- | ----- | ---------------- | ---------------------------------------------------------------------------- |
| 1  | Islands             | 離島區   | Blau  | New Territories  | 18 Distrikte – Karte – und Urbanisierung – Satellitenaufnahme – von Hongkong |
| 2  | Kwai Tsing          | 葵青區   | Blau  | New Territories  | 18 Distrikte – Karte – und Urbanisierung – Satellitenaufnahme – von Hongkong |
| 3  | North               | 北區     | Blau  | New Territories  | 18 Distrikte – Karte – und Urbanisierung – Satellitenaufnahme – von Hongkong |
| 4  | Sai Kung            | 西貢區   | Blau  | New Territories  | 18 Distrikte – Karte – und Urbanisierung – Satellitenaufnahme – von Hongkong |
| 5  | Sha Tin             | 沙田區   | Blau  | New Territories  | 18 Distrikte – Karte – und Urbanisierung – Satellitenaufnahme – von Hongkong |
| 6  | Tai Po              | 大埔區   | Blau  | New Territories  | 18 Distrikte – Karte – und Urbanisierung – Satellitenaufnahme – von Hongkong |
| 7  | Tsuen Wan           | 荃灣區   | Blau  | New Territories  | 18 Distrikte – Karte – und Urbanisierung – Satellitenaufnahme – von Hongkong |
| 8  | Tuen Mun            | 屯門區   | Blau  | New Territories  | 18 Distrikte – Karte – und Urbanisierung – Satellitenaufnahme – von Hongkong |
| 9  | Yuen Long           | 元朗區   | Blau  | New Territories  | 18 Distrikte – Karte – und Urbanisierung – Satellitenaufnahme – von Hongkong |
| 10 | Kowloon City        | 九龍城區 | Rot   | Kowloon          | 18 Distrikte – Karte – und Urbanisierung – Satellitenaufnahme – von Hongkong |
| 11 | Kwun Tong           | 觀塘區   | Rot   | Kowloon          | 18 Distrikte – Karte – und Urbanisierung – Satellitenaufnahme – von Hongkong |
| 12 | Sham Shui Po        | 深水埗區 | Rot   | Kowloon          | 18 Distrikte – Karte – und Urbanisierung – Satellitenaufnahme – von Hongkong |
| 13 | Wong Tai Sin        | 黃大仙區 | Rot   | Kowloon          | 18 Distrikte – Karte – und Urbanisierung – Satellitenaufnahme – von Hongkong |
| 14 | Yau Tsim Mong       | 油尖旺區 | Rot   | Kowloon          | 18 Distrikte – Karte – und Urbanisierung – Satellitenaufnahme – von Hongkong |
| 15 | Central and Western | 中西區   | Grün  | Hong Kong Island | 18 Distrikte – Karte – und Urbanisierung – Satellitenaufnahme – von Hongkong |
| 16 | Eastern             | 東區     | Grün  | Hong Kong Island | 18 Distrikte – Karte – und Urbanisierung – Satellitenaufnahme – von Hongkong |
| 17 | Southern            | 南區     | Grün  | Hong Kong Island | 18 Distrikte – Karte – und Urbanisierung – Satellitenaufnahme – von Hongkong |
| 18 | Wan Chai            | 灣仔區   | Grün  | Hong Kong Island | 18 Distrikte – Karte – und Urbanisierung – Satellitenaufnahme – von Hongkong |

Der „Distriktrat“ (englisch District Council) hat sowohl verwaltungstechnische als auch beratende Funktionen gegenüber der Bevölkerung und der Hongkonger Regierung. Er dient als Vermittler zwischen Bürgern und Politikern bzw. Regierungsvertretern im Hongkonger Parlament. 4 der 18 Distrikte liegen im Gebiet von Hong Kong Island, 5 in Kowloon und die restlichen 9 in den New Territories.
Städte (Cities, Towns) und Gemeinden (Communities) innerhalb Hongkongs sind nicht als eigene Rechtssubjekte vorgesehen. Die Grenzen von Victoria City und Kowloon wurden durch Gesetze festgelegt, aber auch diese beiden Gebiete besitzen keinen Rechtsstatus. Die Einteilung der Distrikte folgt Gebirgszügen, der Küste oder Straßen und berücksichtigt nicht die Grenzen der Städte und Ortschaften. Das Hongkonger Home Affairs Department ist die oberste Regierungsbehörde der Distriktverwaltung und verantwortlich für die Administration und Koordinierung der Distrikte.
Postleitzahl
Das Postsystem der Sonderverwaltungszone Hongkong (香港郵政, englisch Hongkong Post) ist eigenständig und unabhängig vom chinesischen Postsystem in Festlandchina. Die Hongkonger Post nutzt faktisch kein PLZ-System zur Postzustellung. In einer Hongkonger Postadresse taucht üblicherweise keine Postleitzahl (PLZ) auf. Jedoch existiert unabhängig davon bei der chinesischen Behörde bzw. der China Post (中國郵政) in Festlandchina amtlich die Postleitzahl 999077 für Hongkong zum verwaltungstechnischen Gebrauch bei der innerchinesischen Administration. Bei Postsendungen innerhalb Chinas kann diese Postleitzahl genutzt werden, in Hongkong selbst und international hat sie jedoch keinerlei Bedeutung.

## Verkehr

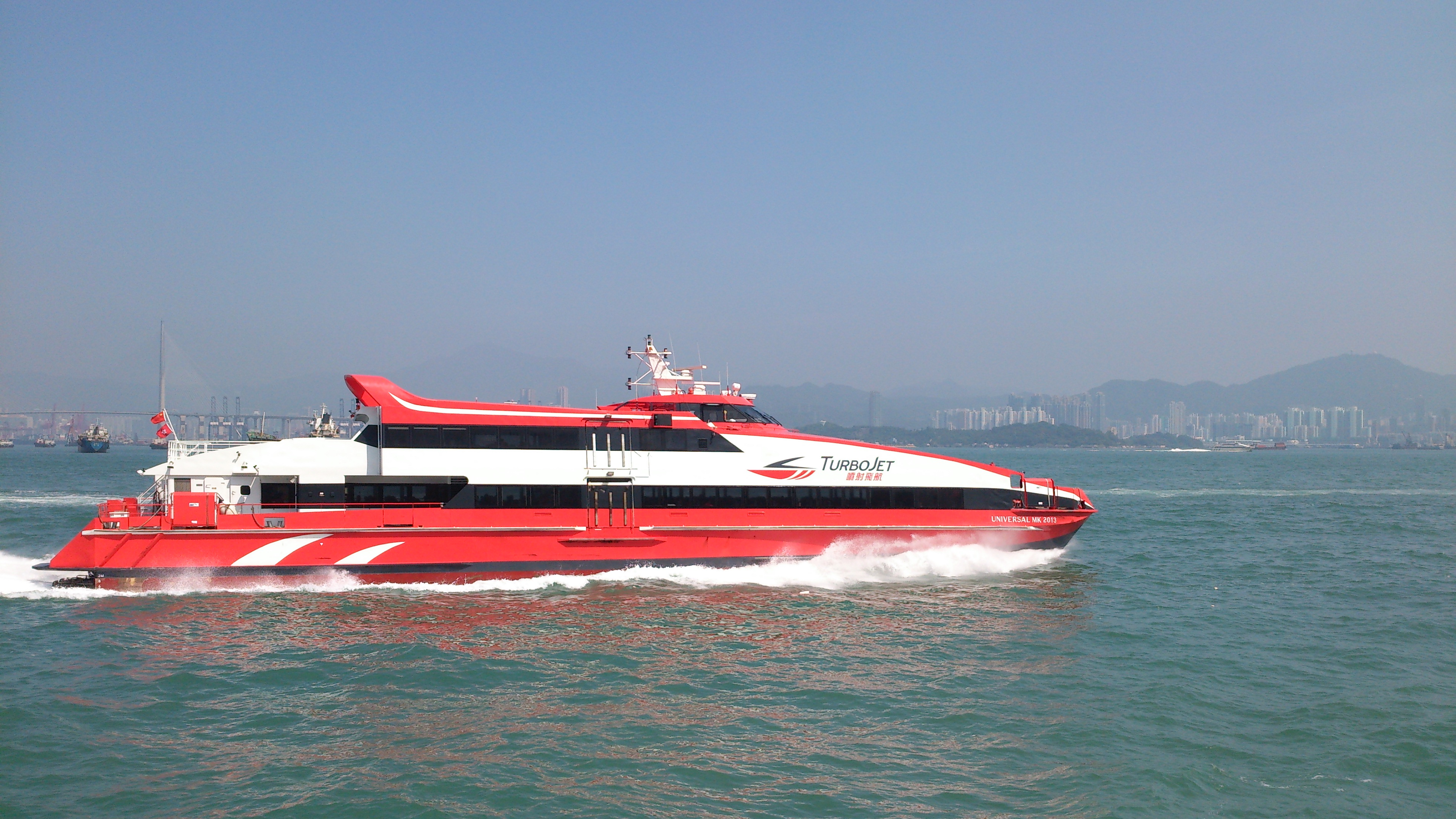
TurboJET-Fähre zwischen Hongkong und Macau nahe Hong Kong Island (2013)

Hongkong ist ein Verkehrsknotenpunkt für den Süden Chinas und ist eines der wichtigsten internationalen Verkehrsdrehkreuze in Asien für Fracht und Passagiere im See- und insbesondere im Luftverkehr, aufgrund seiner vielen Flugverbindungen weltweit.

### Straßenverkehr
Des Weiteren ist Hongkong durch ein dichtes Netz von zehn Autobahnen erschlossen. Als historisches Überbleibsel aus der britischen Kolonialzeit herrscht im Gegensatz zu Festlandchina Linksverkehr. Für Fußgänger existiert ein Netz von über 800 Fußgängerbrücken, die angelegt wurden, um Autoverkehr und Fußgänger räumlich zu trennen und den Verkehrsfluss zu verbessern. Zwischen 2009 und 2018 wurde für umgerechnet 15 Milliarden Euro (120 Milliarden Yuan) eine etwa 55 Kilometer lange Straßenverbindung nach Macau und Zhuhai gebaut – die Hongkong-Zhuhai-Macau-Brücke (HZMB). Bei der am 23. Oktober 2018 eröffneten HZMB handelt es sich um die weltweit längste Überwasser-Brücke, die im Rahmen zur Entwicklung der künftigen Metropolregion am Perlflussdelta (PRD) ein verkehrstechnisch wichtiges Element und Bindeglied im System der Perlflussdelta-Ringautobahn darstellt. (Stand 2019)

### Schiffsverkehr

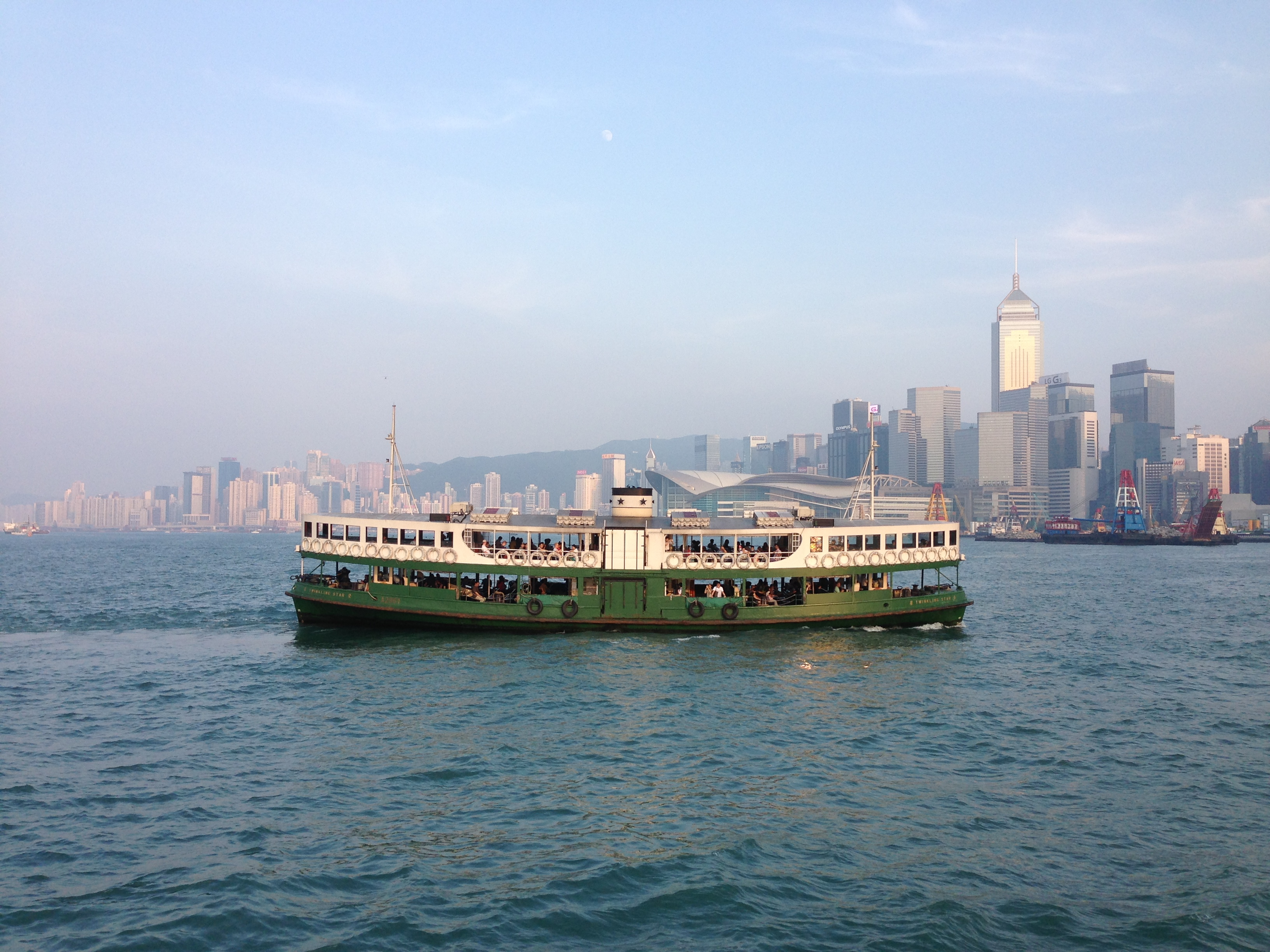
Die „Golden Star Ferry“ zwischen Hong Kong Island und Kowloon (2014)

Per Fähre ist Hongkong mit einer großen Zahl von Küstenstädten Südchinas sowie mit Städten am Perlfluss verbunden. Diese Metropolregion am Delta des Perlfluss wird offiziell auch als „Greater Bay Area“ (GBA, 大灣區) bezeichnet. Eine häufig genutzte Verbindung ist jene nach Macau, die von mehreren Unternehmen angeboten wird. Die Überfahrt nach Macau dauert je nach Art der Fährverbindung (Bootstyp) bzw. Start- und Zielpunkt zwischen 35 und 70 Minuten.
Viele Fähren von den zahlreichen Fähranlegestellen (Piers) bedienen die vorgelagerten Inseln, daneben gibt es noch die alten Schiffe der traditionsreichen Star-Ferry-Gesellschaft, die einen Personentransport zwischen Kowloon und der Hong Kong Island aufrechterhalten. Da das 1 bis 1½ Kilometer breite Gewässer, das zwischen Kowloon und Hongkong liegt, mittlerweile von jeweils drei Straßen- und U-Bahn-Tunneln, wie der Cross-Harbour Tunnel (CHT) unterquert wird, haben die Fähren ihre frühere Alleinstellung verloren. Eine einfache Fahrt mit der Fähre kostet je nach Tarif in den Werkstagen etwa 3 HK$ (Feiertage und Wochenenden etwa 4 HK$, Stand 2019) und wird neben Einheimischen auch gern von Touristen in Anspruch genommen, die das Fahrerlebnis schätzen oder von der Skyline Hongkongs Fotos machen wollen.

### Schienenverkehr
Das Schienennetz von Hongkong ist an das Eisenbahnnetz der Volksrepublik China angebunden; es gibt unter anderem Züge nach Peking, Schanghai, Guangzhou, Dongguan, Wuhan, Handan und Zhengzhou. Große Bahnhöfe sind der Bahnhof Hung Hom (englisch Hung Hom Station) und der West Kowloon Bahnhof (englisch West Kowloon Station). Der im September 2018 fertiggestellte West Kowloon Bahnhof ist der größte unterirdische Bahnhof der Welt und Knotenpunkt der Schnellfahrstrecke Guangzhou–Shenzhen–Hongkong bzw. Endpunkt des am 23. September 2018 eröffneten letzten Streckenabschnitts der Schnellfahrstrecke Peking–Hongkong.(Stand 2019)

### Öffentlicher Verkehr
Der öffentliche Nahverkehr ist in Hongkong stark ausgebaut. Die U-Bahn und der Omnibus gehören zu den wichtigsten Transportmitteln. Tausende Doppeldeckbusse befahren zahlreiche Linien, die beinahe alle Ortschaften des Territoriums anbinden. Die Verbindungen sind meist effizient und günstig, wenn auch für Besucher unübersichtlich aufgrund der hohen Anzahl von Linien unterschiedlicher Betreiber. Neben den Doppeldeckern gibt es 19-sitzige Flüssig- bzw. Autogas-betriebene Public Light Busse, lokal meist „Minibusse“ (kantonesisch 小巴, deutsch „Sammeltaxis“) genannt, mit Linien auf Parallelstrecken und Kurzstrecken als Ergänzung zu den verschiedenen Omnibusbetreibern der Stadt. Dabei ist zwischen denen mit einem grünen und rotem Dach zu unterscheiden. Die mit dem roten Dach haben außer ihren festen Endstationen keine festgelegten Zwischenhaltestellen, sondern fahren dynamische Routen, je nach den Zielorten der Fahrgäste. Die mit dem grünen Dach haben festgelegte Haltestationen, man kann aber bei beiden überall auf Handzeichen oder Wunsch der Fahrgäste hin ein- und aussteigen.
Fünfsitzige Taxis (kantonesisch 的士) gibt es ebenfalls in einer großen Anzahl. Sie sind aufgrund verschiedener Lizenzen nach Bedienregionen farblich aufgeteilt. Die roten Stadttaxis bedienen die City- bzw. Innenstadtregion, also Hong Kong Island und Kowloon und umfassen mit ca. 15.000 Fahrzeugen die größte Gruppe. Es folgen ca. 2.800 grüne Taxis für die New Territories und 75 blaue Taxis für die Outlying Islands, die faktisch nur auf Lantau Island operieren.
Die am 1. Oktober 1979 eröffnete Hongkonger U-Bahn heißt Mass Transit Railway (MTR). Sie verkehrt auf einem über 200 Kilometer langen Netz mit elf Linien und verbindet die dicht besiedelten Gebiete miteinander. Von allen Verkehrsmitteln befördert die U-Bahn mit Abstand die meisten Fahrgäste. Sie ist wegen ihrer guten Klimatisierung, Sauberkeit, relativ günstigen Fahrpreisen (in Hongkong ist das Einkommensgefälle der Bevölkerung sehr stark) und vor allem wegen ihrer hohen Geschwindigkeit sehr beliebt; je nach Tageszeit verkehren die Züge alle 2 bis 4 Minuten. Die Island Line durchquert die Insel Hongkong von West nach Ost, die Tsuen Wan Line führt von der Insel Hongkong zu den Wohnvierteln im Hinterland von Kowloon, und die Kwun Tong Line verbindet den südlichsten Teil von Kowloon Yau Ma Tei mit dem Osten von Kowloon und endet im Anschluss an die Tseung Kwan O Line. Der Airport Express verläuft parallel zur Tung Chung Line und verbindet Hongkong und Kowloon mit dem Hong Kong International Airport. Über diese beiden Linien kann man in die Disneyland Resort Line umsteigen, die zum Hong Kong Disneyland führt. Eine weitere Linie ist die East Rail Line, die vom Stadtteil Hung Hom in Kowloon in Richtung Norden führt und deren letzte Station die Grenze zu Shenzhen darstellt. Die West Rail Line verbindet Hung Hom in Kowloon, über Yuen Long mit dem westlichen Distrikt Tuen Mun in den New Territories seit 2003. Eine Zweigbahn bindet seit Ende Dezember 2004 Ma On Shan und weitere Gebiete von Sha Tin an. Die South Island Line verbindet seit Ende 2016 Admiralty im geschäftigen Norden Hong Kong Islands mit South Horizons, eine private Hochhauswohnsiedlung im Southern District an der Südküste auf der vorgelagerten Insel Ap Lei Chau. Mit der Eröffnung der South Island Line-Verbindung am 28. Dezember 2016 wurden erstmals alle 18 Distrikte Hongkongs ans MTR-Netz angeschlossen.

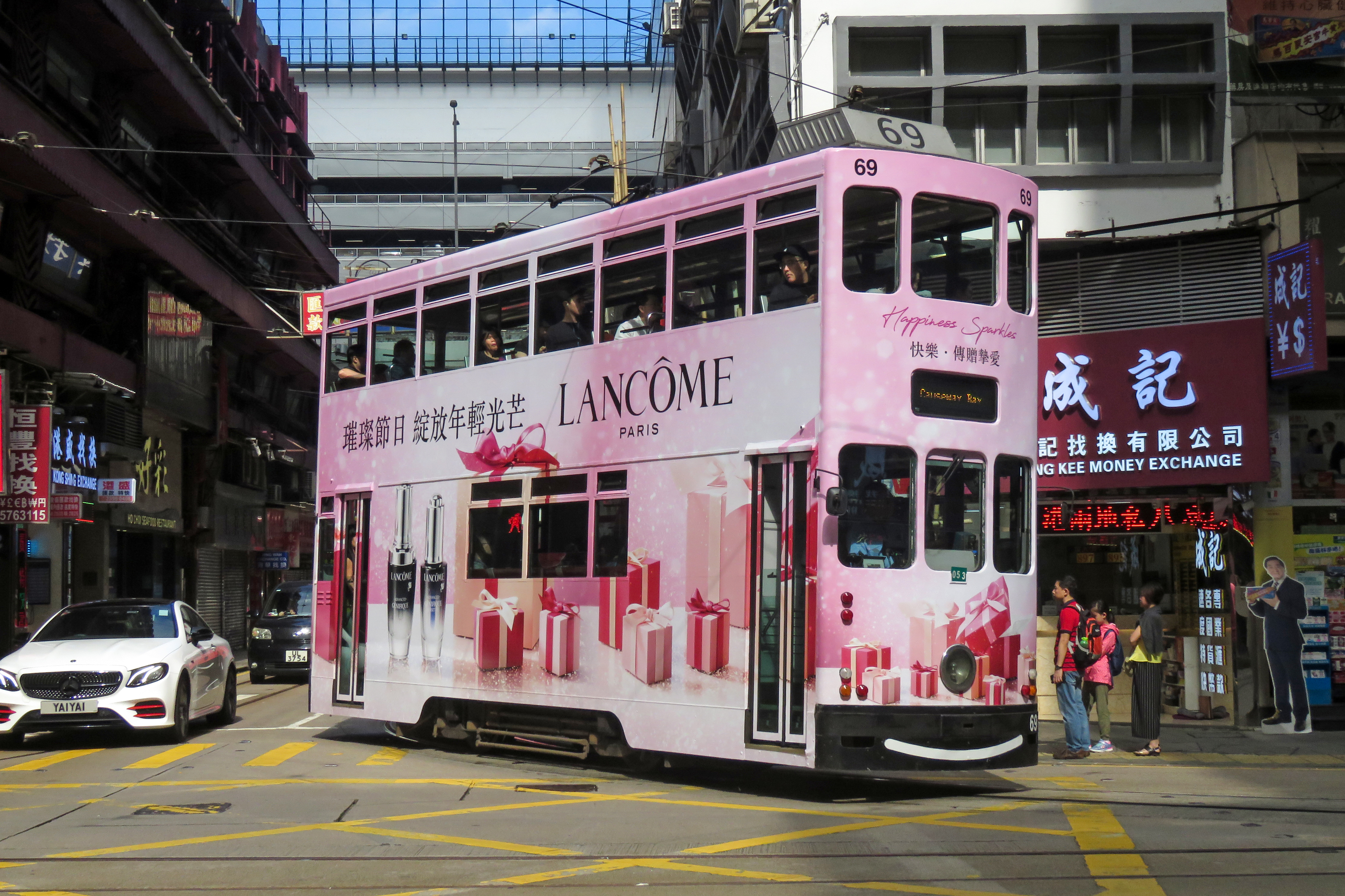
Hong Kong Tramways – „Ding Ding“, Insel Hongkong (2018)

Die Hong Kong Tramways (HKT), von der Lokalbevölkerung auch liebevoll Ding Ding (叮叮) genannt, ist eine Straßenbahn, die seit dem 30. Juli 1904 über die Gleise im nördlichen Teil von Hong Kong Island fährt. Die auf einem 13 Kilometer langen Netz relativ langsam fahrenden zweistöckigen und altmodischen Tramwagen sind nicht nur bei Touristen beliebt, denn die Fahrpreise sind sehr niedrig. Die Einführung von modernen, klimatisierten Gelenkwagen wurde nach jahrelanger Planung und Testbetriebe aus verschiedensten Gründen wie Originalität, Nostalgie, höhere Ticketpreise seitens der Fahrgastseite und hohe Investitionen zur Modernisierung des Fuhrparks und des Oberleitungsnetzes (Netzlast) etc. seitens der Betreiberfirma vorerst aufgegeben. Vorwiegend touristischen Zwecken hingegen dient die Peak Tram, eine Standseilbahn, die seit 1888 zwischen Central und dem Victoria Peak verkehrt. Eine moderne mit Klimaanlage ausgestattete Stadtbahn verkehrt seit dem 17. September 1988 zwischen den Städten Tuen Mun und Yuen Long im Westen der New Territories. Die als Light Rail Transit (LRT) bezeichnete Bahn fährt auf einem 31,7 Kilometer langen Netz, ist jedoch auf Teilabschnitten relativ langsam. Seit der Fusion des U-Bahnunternehmens MTR Corporation (MTRC) mit dem Hongkonger Eisenbahnunternehmen Kowloon Canton Railway Corporation (KCRC) im Dezember 2007 werden die Liniennetze des U-Bahn-Systems (MTR), der Stadtbahn (LTR) und der Eisenbahn (KCR) vom Dachunternehmen MTRC geführt.
Der Central Mid-Levels Escalator verbindet die Stadtteile Central und Mid-Levels, auf Hong Kong Island, miteinander und ist das längste überdachte und außenstehende Rolltreppensystem der Welt. Zahlungsmittel für die meisten Transportmittel (außer Taxi) ist die berührungslos abbuchende Octopus-Karte.

### Flugverkehr
Der Hong Kong International Airport ist einer der wichtigsten Flughäfen Asiens. Er wird von vielen Flughäfen Europas aus direkt angeflogen. Er ist Heimatflughafen mehrerer Fluglinien, darunter Cathay Pacific, Cathay Dragon sowie den Billigfluggesellschaften Hong Kong Airlines und HK Express. Der Flughafen wurde im Jahr 1998 eröffnet, um den früheren, sehr schwierig anzufliegenden und flächenmäßig begrenzten Flughafen Kai Tak an der Kowloon-Bucht in der Innenstadt abzulösen. Die Errichtung kostete etwa 15 Milliarden Euro, womit auch die Kosten zur Anbindung des Flughafens an das Stadtzentrum durch den Airport Express und die Autobahn Route 8 abgedeckt wurden. Somit ist die Reisezeit nicht viel länger als nach Kai Tak, obwohl sich Kai Tak in Kowloon, mitten im Victoria Harbour befand, während der neue Flughafen mit über 30 km Entfernung weit außerhalb der Stadt liegt. Der neue Standort ist die ursprünglich 100 m hohe Insel Chek Lap Kok nördlich von Lantau Island, die auf 7 m Meereshöhe abgetragen wurde, wobei das abgetragene Material zur Gewinnung der nun 13,8 km² großen Landfläche diente.

## Wirtschaft

### Überblick

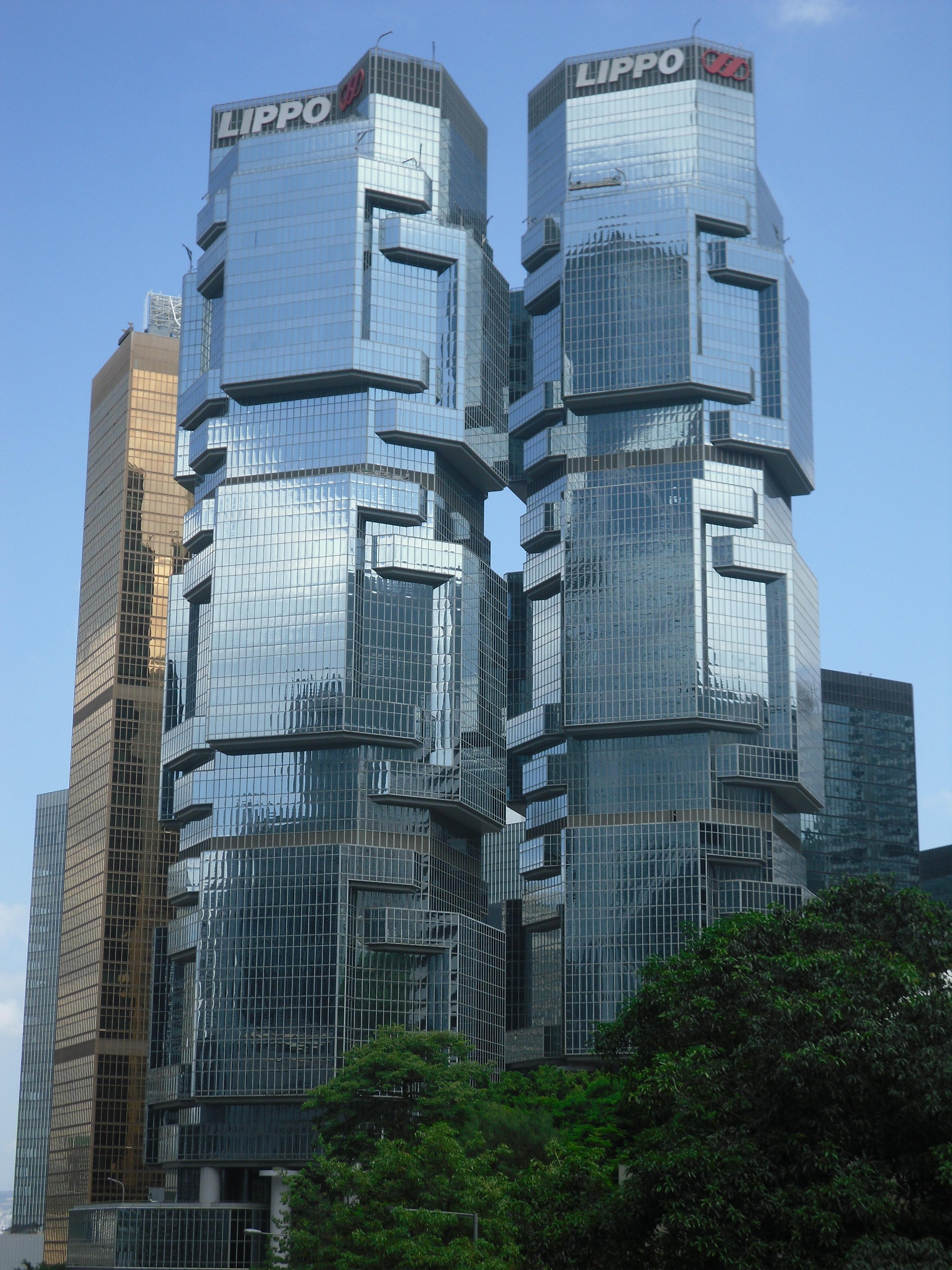
Die Bürotürme des Lippo Center, Admiralty (2011)

Entwicklung des realen Bruttoinlandsprodukts pro Kopf in Hongkong, Taiwan und Festlandchina seit 1910

Hongkongs Charakterisierung der Wirtschaft gilt nur auf den ersten Blick als freie Marktwirtschaft: Sowohl während der britischen Herrschaft als auch nach der Übergabe beeinflusst die Regierung die Wirtschaft zum Beispiel durch die Landvergabe oder auch durch das Bekenntnis zum festen Wechselkursregime mit Currency Board zwischen dem Hongkong-Dollar und dem US-Dollar. Zudem soll eine Steuerreform mit einer Goods and Services Tax (GST), mit der deutschen Umsatzsteuer vergleichbar, das Steueraufkommen Hongkongs erhöhen. Es wird jedoch vielfach befürchtet, dass diese Steuer den Shopping-Tourismus, von dem viele Geschäfte leben, und den lokalen Konsum schwer treffen wird.
Das Bruttonationaleinkommen pro Kopf der Bevölkerung betrug 2016 43.528 US-Dollar, was etwa mit westeuropäischen Ökonomien vergleichbar ist. Trotz seiner kleinen Bevölkerung war Hong Kong 2016 der weltweit achtgrößte Exporteur von Gütern und Dienstleistungen. Die Wirtschaftsentwicklung ist stark vom Export und damit von der Weltkonjunktur abhängig. Bis 2002 steckte die Wirtschaft des Territoriums deshalb in einer mehrere Jahre dauernden Rezession, teilweise wegen der Nachwirkungen der Asienkrise, teilweise wegen der SARS-Pandemie 2002/2003. Während dieser Rezession sanken sowohl die Einkommen der Einwohner als auch die Konsumentenpreise.
Um ein stärkeres Wirtschaftswachstum zu erreichen, setzt die Regierung Hongkongs auf eine starke wirtschaftliche Zusammenarbeit mit dem chinesischen Festland. So wurde Mitte 2003 das Closer Economic Partnership Arrangement unterzeichnet, das Unternehmern aus Hongkong einen bevorzugten Zutritt zu den chinesischen Märkten einräumt.
Nach der Rezession, die ganz Südost- und Ostasien nach der asiatischen Finanzkrise traf, wuchs die Hongkonger Wirtschaft wieder, bis zum Beginn der SARS-Pandemie 2002/2003, welche die Wirtschaft wiederum in eine Krise stürzte, von der sich die Stadt jedoch inzwischen wieder erholt hat. In den darauf folgenden Jahren wuchs die Wirtschaft von Hongkong wieder sehr stark, vor allem aufgrund der stark expandierenden Wirtschaft Chinas bei gleichzeitiger Kapitalflucht nach Hongkong. 2017 betrug das Wirtschaftswachstum etwa 3,8 %. Die Arbeitslosenquote wurde im selben Jahr mit 3,1 % angegeben.
Hongkong ist einer der wichtigsten Finanzplätze Asiens, der Index der Hong Kong Stock Exchange ist der Hang Seng Index. 2017 gab es laut Forbes in Hongkong 67 Milliardäre. Am 28. Januar 2016 legte die EU-Kommission ein Maßnahmenpaket zur Bekämpfung von Steuerflucht vor, bei dem unter anderem Hongkong auf der schwarzen Liste der Steueroasen auftaucht.
Im Global Competitiveness Index, der die Wettbewerbsfähigkeit eines Landes misst, belegte Hongkong Platz 6 von 137 Ländern (Stand 2017–18). Im Index für wirtschaftliche Freiheit belegte Hongkong 2017 Platz 1 von 180 Ländern.

### Handel und Industrie
Bis in die 1980er-Jahre spielte die Industrieproduktion eine bedeutende Rolle im Wirtschaftswachstum der damaligen Kronkolonie. Dominierender Sektor war die Leichtindustrie, man exportierte Haushaltsgeräte, Spielzeug, Elektronikartikel und Textilien. In den letzten Jahren ist der Großteil der Industriebetriebe jedoch auf das Festland abgewandert, und die Hongkonger Wirtschaft hat sich auf eine Dienstleistungsökonomie umgestellt.
Der Anteil der Industrie am BIP beträgt heute nur mehr knapp 15 %, woran High-Tech-Unternehmen den größten Anteil haben. Die Industrieproduktion sinkt jährlich um etwa 9 %. Autobahnen, große, schiffbare Flüsse und fünf Großflughäfen lassen die Millionenstädte im Delta zu einer Mega-Stadt zusammenwachsen, die mehr als 40 Millionen Menschen zählt.
Hongkong besitzt wenige natürliche Ressourcen und ist stark vom internationalen Handel abhängig. Der Hafen Hongkongs, der ursprünglich das große Interesse der Briten erweckt hatte, war lange Zeit der wichtigste Umschlagplatz für Industrieprodukte aus ganz China. In den letzten Jahren bekommt der Hongkonger Hafen zunehmend Konkurrenz von umliegenden Häfen. Während der Warenumschlag im Hongkonger Hafen stagniert, ist er in Shenzhen, Guangzhou oder auch Xiamen deutlich gestiegen. Im Jahr 2013 wurden auf den Containerterminals des benachbarten Shenzhen erstmals mehr Container umgeschlagen als im Hafen von Hongkong, der sich mit 22,35 Millionen TEU (Standardcontainer) im Jahr 2013 weltweit auf Platz 4 befindet.
Hongkong ist eines der bedeutendsten Finanzzentren Asiens, es verfügt über eine der fortgeschrittensten Informations- und Telekommunikationsinfrastrukturen der Welt und hat sich auch die Reputation erworben, ein solides, gut überwachtes Bankensystem zu haben. Hierzu hat vor allem die Asienkrise 1997 beigetragen, während der die Währungen der Nachbarländer stark abgewertet werden mussten, während die von Hongkong relativ unversehrt blieb, was vor allem auf die Qualität des Bankensystems zurückgeführt wird. Die Hongkong and Shanghai Banking Corporation (HSBC), eine der größten Banken der Welt, wurde 1865 in Hongkong gegründet.
Der Tourismus ist eine wichtige Einnahmequelle mit wachsender Bedeutung. Viele Touristen, vor allem vom chinesischen Festland, kommen zum Einkaufen nach Hongkong, sodass der Einzelhandel besonders davon profitiert. Der Hong Kong International Airport ist als Knotenpunkt des Flugverkehrs ein wichtiger Wirtschaftsfaktor.

### Finanzplatz Hongkong
Seit dem Zweiten Weltkrieg hat sich Hongkong zu einem wichtigen Finanzplatz für China und Teile Südostasiens entwickelt. Die Kolonialregierung förderte dies durch eine liberale Wirtschaftspolitik, geringe Kapitalverkehrskontrollen und Niederlassungsfreiheit für ausländische Banken. Ausschlaggebend war auch das Rechtssystem in angelsächsischer Tradition. Hongkongs Gerichte, die Hong Kong Monetary Authority und die Securities and Futures Commission sind international anerkannt für die Sicherung der rechtlichen Rahmenbedingungen. Mit dem Aufschwung Chinas in den 1980er-Jahren wuchs auch der Finanzsektor, Hongkong wurde zum „Hub“ (Dreh- und Angelpunkt) zwischen der Volksrepublik und dem Ausland. Mit dem Ende der Kolonialherrschaft 1997 wurden zunächst Sondergesetze (Basic Law) gültig, die eine relative Autonomie gewährten. Im Laufe der Zeit übte die Zentralregierung und die Kommunistische Partei Chinas Druck aus, um den Status von Hongkong dem Chinas anzugleichen, so beispielsweise im Bereich der Gesetzgebung zur Wahrung der nationalen Sicherheit Chinas, die im Hongkonger Grundgesetz englisch Basic law verankert ist und bisher noch nicht umgesetzt worden ist. Für den Finanzmarkt bereitete dies Probleme. So hat z. B. 2011 die Regierung gegen einen kritischen Report der Agentur Moody’s protestiert, die Wirtschaftsprüferfirmen KPMG, Ernst & Young, Deloitte und PricewaterhouseCoopers wurden gezwungen, Mitarbeiter zu entlassen, die an Protesten gegen die Regierung teilgenommen haben. Dies hat Auswirkungen, so haben Vermögensverwaltungsfirmen ihr Geschäft nach Singapur verlegt. Die Börse war davon noch nicht betroffen, und es fand auch kein großer Kapitalabfluss statt. Die chinesische Regierung versucht Shanghai und Shenzhen als Finanzzentren zu fördern. Über die primäre Wertpapierbörse hinaus, gibt es noch die Hong Kong Exchanges and Clearing, Hong Kong Futures Exchange und die Hong Kong Mercantile Exchange.
Hinweis: Dieser Abschnitt beruht auf einer Studie aus dem Jahr 2020. Seither hat die chinesische Regierung den Druck zur Integration von Hongkong weiter erhöht, sodass die pessimistischen Prognosen wahrscheinlicher geworden sind. Ende 2023 bestritt die chinesische Regierung, dass der Rückgang der Finanztransaktionen in Hongkong auf den Druck der Regierung zurückzuführen sei, sondern führt andere Gründe dafür auf, insbesondere die Covid-Pandemie und die allgemeinen Probleme der chinesischen Wirtschaft im vergangenen Jahr.
Über die Hong Kong Monetary Authority (HKMA) verfügt Hongkong außerdem über einen de facto Staatsfonds, der Hong Kong Exchange Fund genannt wird.

### Landwirtschaft
Hongkong hat fast kein landwirtschaftlich genutztes Land, ebenso fehlt es an Süßwasser. Lediglich in den New Territories wird in begrenztem Umfang Landwirtschaft betrieben; der Anteil am BIP macht jedoch nicht einmal 0,1 % aus. Der Hersteller Kowloon Dairy gehört neben seinen Konkurrenten Tappist Dairy und Nestlé Dairy Farm zu den wenigen Milchbetrieben in Hongkong. Einen schweren Schlag erlitt die Landwirtschaft Hongkongs zudem durch den Ausbruch der Vogelgrippe H5N1 in den 1990er-Jahren. Der größte Anteil der Nahrungsmittel wird aus der Volksrepublik China importiert; Hongkong produziert lediglich etwas Gemüse, Geflügel- und Schweinefleisch selbst. Eine etwas höhere Bedeutung kommt der Fischerei zu, jedoch ist auch ihr Anteil am BIP verschwindend gering.

### Wirtschaftskennzahlen
| Kennzahl                         | Einheit                                       | 2003 | 2004 | 2005 | 2006  | 2007 | 2008 | 2009 | 2010 | 2011 | 2012 | 2013 | 2014         | 2015         | 2016         | Quelle   |
| -------------------------------- | --------------------------------------------- | ---- | ---- | ---- | ----- | ---- | ---- | ---- | ---- | ---- | ---- | ---- | ------------ | ------------ | ------------ | -------- |
| Bruttoinlandsprodukt (BIP), real | % ggü. Vorjahr                                | –    | –    | –    | –     | 7,0  | 6,5  | −2,5 | 6,8  | 4,8  | 1,7  | 3,1  | 2,8          | 2,4          | 2,0          | Weltbank |
| BIP (nominal), absolut           | Mrd. US$                                      | –    | –    | –    | –     | –    | –    | –    | –    | –    | 262  | 275  | 291          | 309          | 320          |          |
| Entwicklung des BIP (nominal)    | Tsd. US$/Einwohner                            | –    | –    | –    | –     | –    | –    | –    | –    | –    | 36,7 | 38,3 | 40,2         | 42,3         | 43,6         |          |
| Inflationsrate                   | % ggü. Vorjahr                                | −2,1 | −0,4 | 1,1  | ≈ 1,8 | –    | –    | –    | –    | –    | –    | –    | –            | –            | –            | GTAI     |
| Haushaltssaldo                   | % des BIP „minus“ = Defizit im Staatshaushalt | −4,9 | −4,0 | −4,9 | −2,7  | –    | –    | –    | –    | –    | –    | –    | –            | –            | –            | GTAI     |
| Außenhandel Einfuhr              | Mrd. US$ (% ggü. Vorjahr)                     | –    | –    | –    | –     | –    | –    | –    | –    | –    | –    | –    | 600,6 (−3,3) | 559,3 (−6,9) | 547,1 (−2,2) | GTAI     |
| Außenhandel Ausfuhr              | Mrd. US$ (% ggü. Vorjahr)                     | –    | –    | –    | –     | –    | –    | –    | –    | –    | –    | –    | 524,1 (−2,1) | 510,5 (−2,6) | 516,6 (+1,2) | GTAI     |
| Außenhandel Saldo                | Mrd. US$                                      | –    | –    | –    | –     | –    | –    | –    | –    | –    | –    | –    | −76,5 (−0,0) | −48,8 (−0,0) | −30,5 (−0,0) | GTAI     |

| Exporte (in Prozent) nach | Exporte (in Prozent) nach | Importe (in Prozent) von | Importe (in Prozent) von |
| ------------------------- | ------------------------- | ------------------------ | ------------------------ |
| Volksrepublik China       | 44,7                      | Volksrepublik China      | 55,3                     |
| Taiwan                    | 08,9                      | Vereinigte Staaten       | 08,1                     |
| Japan                     | 06,3                      | Indien                   | 03,0                     |
| Südkorea                  | 05,5                      | Japan                    | 02,9                     |
| Vereinigte Staaten        | 04,8                      | Vereinigtes Königreich   | 02,2                     |
| Schweiz                   | 03,3                      | Taiwan                   | 02,0                     |
| Indien                    | 03,0                      | Thailand                 | 01,9                     |
| sonstige Staaten          | 23,5                      | sonstige Staaten         | 24,6                     |

### Staatshaushalt
Obwohl Hongkong kein unabhängiger Staat ist, führt es seinen eigenen Haushalt. Der Staatshaushalt umfasste 2016 Ausgaben von umgerechnet 59,07 Mrd. US-Dollar, dem standen Einnahmen von umgerechnet 59,09 Mrd. US-Dollar gegenüber. Daraus ergibt sich ein Haushaltsüberschuss in Höhe von ca. 0,1 % des BIP.
Hongkongs öffentliche Verschuldung belief sich 2016 auf 38,4 % des BIP. Hongkong hielt laut offiziellen Angaben des Währungsamts (HKMA) Devisenreserven in Höhe von über 400 Milliarden US-Dollar. (Stand Juni 2019)
2015 betrug der Anteil der Staatsausgaben (in % des BIP) folgender Bereiche:
- Gesundheit: 5,8 %
- Bildung: 3,3 %
- Militär: 0,0 % (Keine Militärausgaben)

### Einkaufen

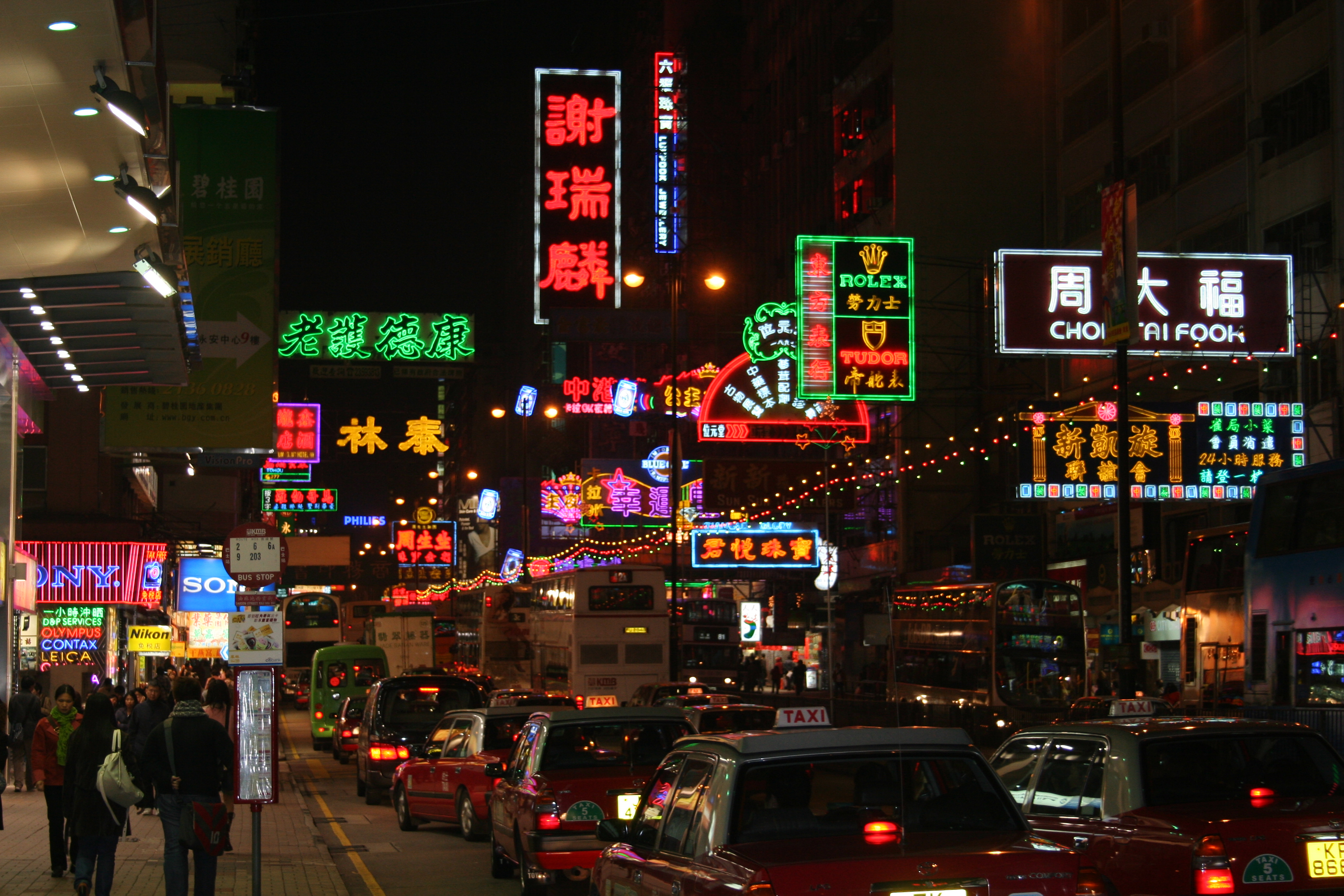
Leuchtreklamen auf der Nathan Road, Kowloon (2007)

Hongkong ist aufgrund seiner niedrigen Steuern sowie der zahlreichen glitzernden Einkaufszentren ein Einkaufsparadies vor allem für Touristen aus Japan. Lange Zeit galt die Stadt auch als idealer Ort für den günstigen Erwerb von Elektronikartikeln, was sich jedoch längst relativiert hat.
Interessant sind die zahlreichen traditionellen Märkte, auf denen frische Lebensmittel gehandelt und gekauft werden (z. B. tagsüber in Wan Chai, nachts auf dem Obstgroßhandelmarkt Yau Ma Tei Fruit Market in Kowloon) oder billige Kleidung an den Kunden gebracht wird. Beispiele für Nachtmärkte sind der Ladies’ Market in Mongkok oder der Temple Street Night Market in Kowloon mit seinem Ursprung auf der Market Street. Für Besucher interessant ist der Jademarkt. Feilschen ist in jedem Fall angebracht; gefälschte oder schwarz kopierte Produkte sind nach wie vor häufig anzutreffen.

## Kultur

### Küche
Die lokale Küche Hongkongs ist Teil der kantonesischen Küche und ist ihr daher im Vergleich sehr ähnlich. Gewürzt wird vor allem mit Kräutern, sehr scharfe Gerichte sind weniger verbreitet. Ein Unikum innerhalb der chinesischen Küche ist die Verbreitung des (süßen) Nachtisches; dies ist eine im sonstigen China eher unbekannte Sitte. Sehr populär ist das zum Frühstück bzw. Mittagessen oder chinesischen Nachmittagstee servierte Dim Sum. Der Einkauf von Lebensmitteln für den täglichen Bedarf wird traditionell gewöhnlich in sogenannten Wet Markets (街市) erledigt, die in der chinesischen Kultur heute selbstverständlich neben den modernen Supermärkten nach westlichem Vorbild in den verschiedenen Ortschaften und Distrikten Hongkongs existieren.
Die Restaurantlandschaft ist sehr international, neben Spezialitäten aus allen Regionen Chinas gibt es zahlreiche japanische, koreanische, indische, südostasiatische und europäische Restaurants, bis hin zu östlich-westlicher Fusionsküche. Hongkong gilt gerade deshalb unter Kennern auch als kulinarisches Paradies, da eine Vielzahl internationaler Spitzenküchen auf engstem Raum zu finden ist. Unübersehbar ist auch der große Einfluss westlicher Fast-Food- und Kaffeehaus-Ketten auf die lokale Esskultur.

### Architektur

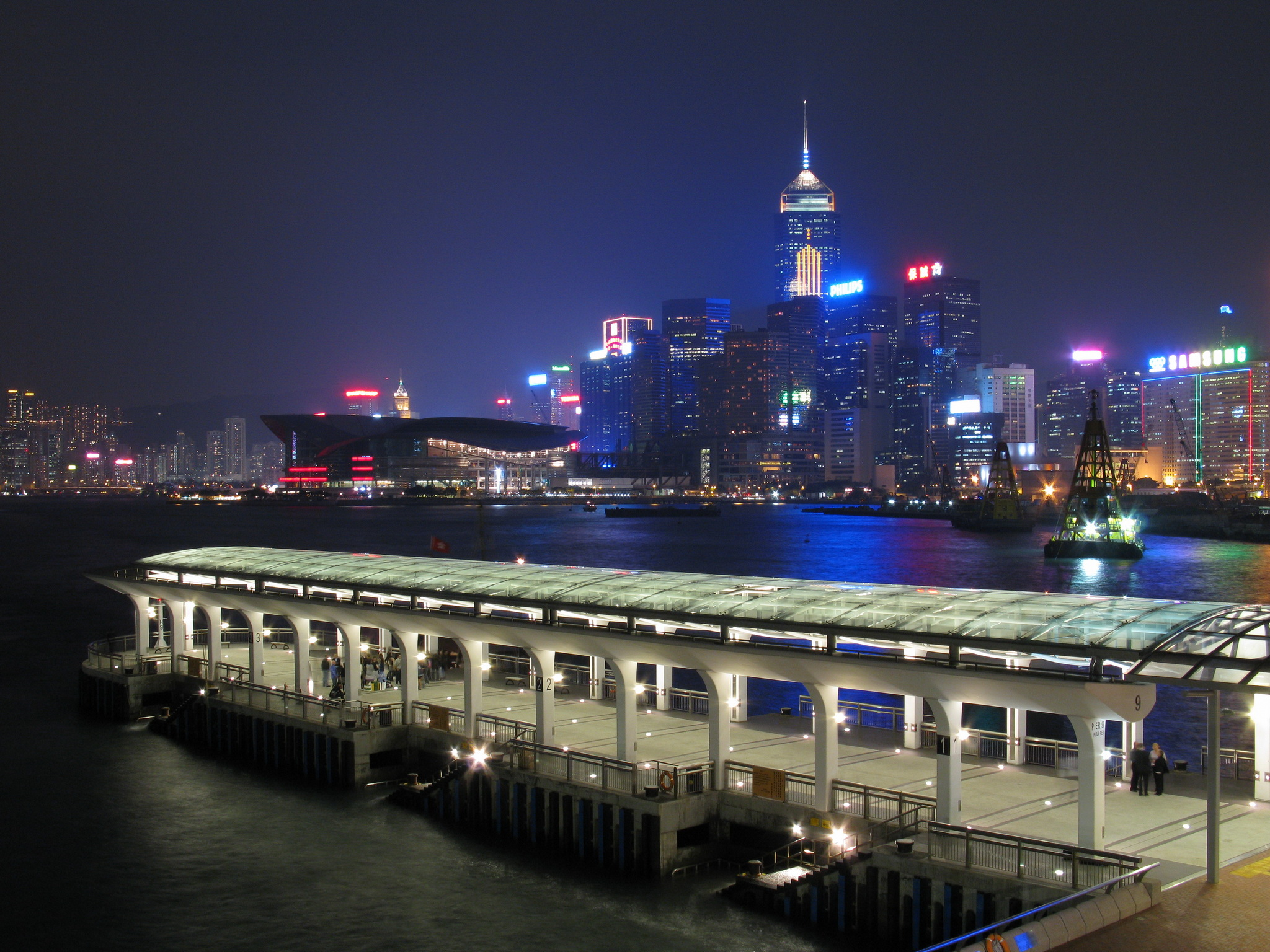
Blick auf den Pier 9 bei Nacht, Central (2007)

Hongkong bestand bei der Gründung der Kronkolonie nur aus ein paar Fischerdörfern ohne nennenswerte architektonische Errungenschaften. Das Gebiet hatte innerhalb des chinesischen Imperiums keinerlei Bedeutung. Die herrschenden Briten errichteten dann auch eine Stadt in kolonial geprägter Architektur, die chinesischen Einflüsse beschränkten sich auf die Wohnviertel der chinesischen Einwohner.
Das rasche Bevölkerungswachstum seit Beginn des 20. Jahrhunderts hat dazu geführt, dass für die Neuzuwanderer in aller Eile Wohnraum geschaffen werden musste. Seit den 1950er-Jahren wurde dies durch die Kolonialverwaltung organisiert. Ergebnis dieser hastigen Baumaßnahmen waren unansehnliche Bauten mit schlechter Ausstattung, von denen heute noch einige bestehen. Auf der anderen Seite haben der Wirtschaftsboom und die stark steigenden Grundstückspreise zum Abriss vieler Kolonialbauten geführt, die dann durch Hochhäuser ersetzt wurden. So ist von der opulenten Architektur der Jahrhundertwende nicht viel übrig geblieben. Verglichen mit Xiamen, Qingdao, Macau oder vor allem Schanghai ist von Hongkongs europäischer Vorkriegsbausubstanz fast nichts erhalten. Nicht dem Abriss preisgegeben wurden etwa die anglikanische St.-John's-Kathedrale, der 1912 erbaute ehemalige Supreme Court, der heute Sitz des Court of Final Appeal ist (von 1985 bis 2011 Legislative Council of Hong Kong), oder die ehemalige französische Residenz.
In der modernen Architektur der Stadt sind traditionelle chinesische Einflüsse nur selten offensichtlich. Bei der Konzeption und dem Bau von Gebäuden, auch bei modernen Bürobauten, werden die Regeln des Feng Shui meistens beachtet, denn diese Regeln werden von vielen in solchen Gebäuden lebenden und arbeitenden Menschen und ihren Kunden sehr ernst genommen. Ein Beispiel dafür ist die Hong Kong and Shanghai Bank. Die Gründe für die Berücksichtigung von Feng Shui sind mindestens pragmatisch: Unabhängig von der Einstellung der Bauherren zu Feng Shui würden Verstöße gegen diese Regeln bei Verkaufsabsichten die Zahl der möglichen Käufer für das Gebäude reduzieren.

### Museen
Im Kowlooner Stadtteil Tsim Sha Tsui, gleich neben dem Terminal der Star Ferry, befindet sich das Hong Kong Cultural Centre mit Konzerthaus, Galerien und dem Kunstmuseum Hong Kong Museum of Art, das seinen Schwerpunkt auf chinesische Werke legt. Gleich daneben liegt das Hong Kong Space Museum mit einem virtuellen Planetarium. Ein paar Blöcke nördlich liegen das Hong Kong Museum of History und das Hong Kong Science Museum, die beide sehr modern präsentiert sind.
Das Lei Cheng Uk Han Tomb Museum in Sham Shui Po wurde gebaut, nachdem im Jahre 1955 bei Bauarbeiten eine Grabstätte aus der Zeit der Han-Dynastie entdeckt wurde. Dies ist die bedeutendste Ausgrabung in Hongkong und Beweis dafür, dass die Halbinsel bereits seit mindestens 2.000 Jahren besiedelt ist. Das Sam Tung Uk Museum in Tsuen Wan ist ein Nachbau einer Hakka-Siedlung, die von einer runden Mauer umgeben ist, wie jene Siedlungen, die es bis in die 1970er-Jahre in den New Territories gegeben hat.
Auf Hong Kong Island im Hong Kong Park befindet sich das Museum of Tea Ware, das im Flagstaff House, dem ältesten noch erhaltenen Kolonialgebäude, untergebracht ist und etwa 3.000 Gegenstände, die die Geschichte des Tees in China dokumentieren, ausstellt. Im Hong Kong Heritage Museum in Sha Tin sind in mehreren Dauer- und Wanderausstellungen Themen über die Geschichte Hongkongs und dessen Kultur präsentiert. Am Pier 8 im Victoria Harbour befindet sich das Hong Kong Maritime Museum.
Reine Kunstsammlungen sind das Art Museum der Chinese University und das University Museum and Art Gallery der Universität Hongkong. Das Tsui Museum of Art stellte eine private Sammlung aus, ist jedoch mittlerweile geschlossen. Teile der Sammlung sind zur Ausstellung an andere Museen verliehen. Die Stadtregierung und das chinesische Ministerium für Kultur und Tourismus (englisch Ministry of Culture and Tourism) eröffneten Anfang Juli 2022 am West Kowloon Cultural District an der Westküste von Kowloon in der Sonderverwaltungszone das Hong Kong Palace Museum (HKPM). Es ist neben dem ursprünglichen Palastmuseum in Peking und dem durch den Bürgerkrieg entstandenen Schwestermuseum (Nationales Palastmuseum) in Taipeh das dritte Palastmuseum dieser Art.

### Freizeit und Erholung

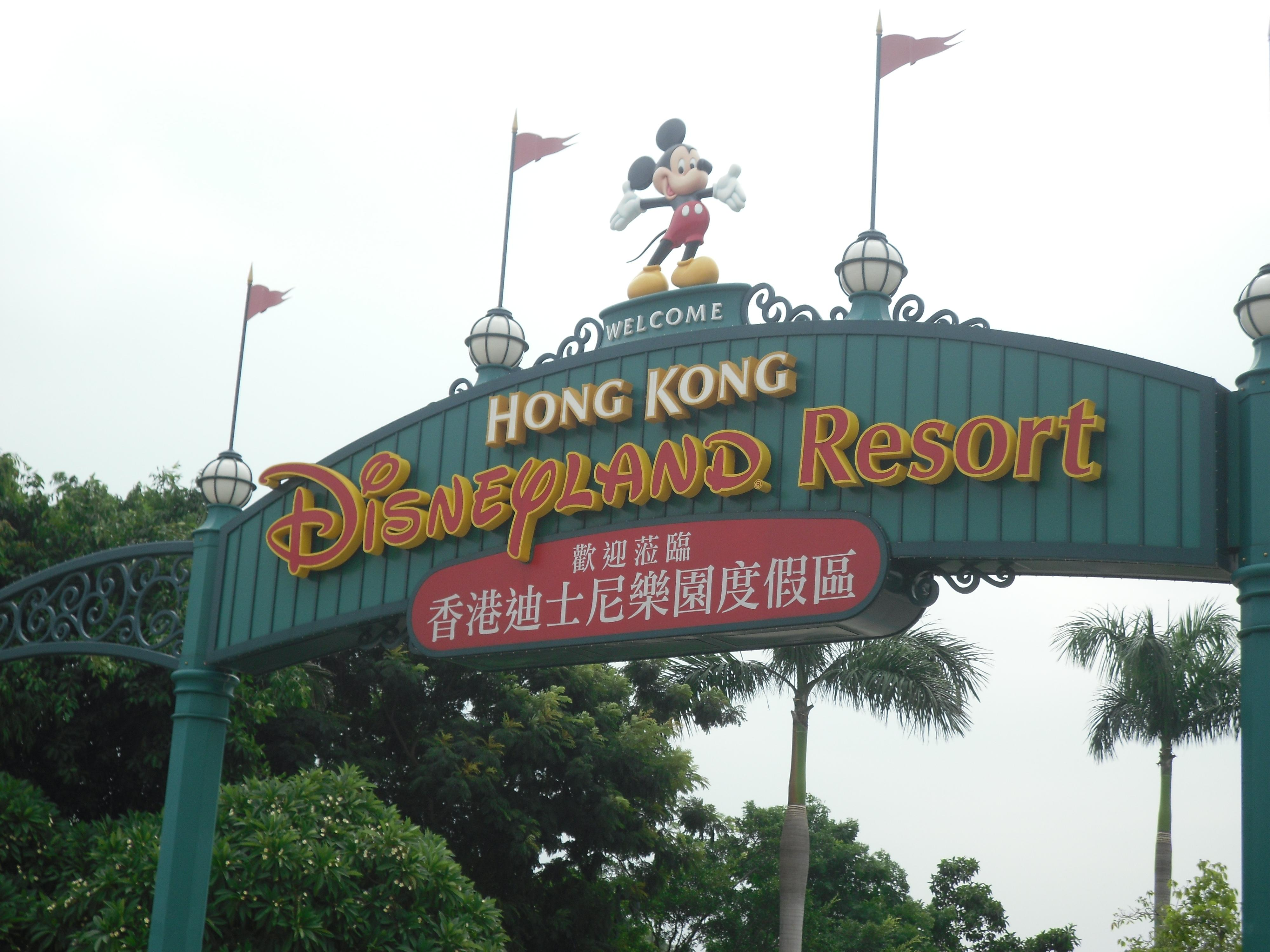
Eingang Hong Kong Disneyland (2011)

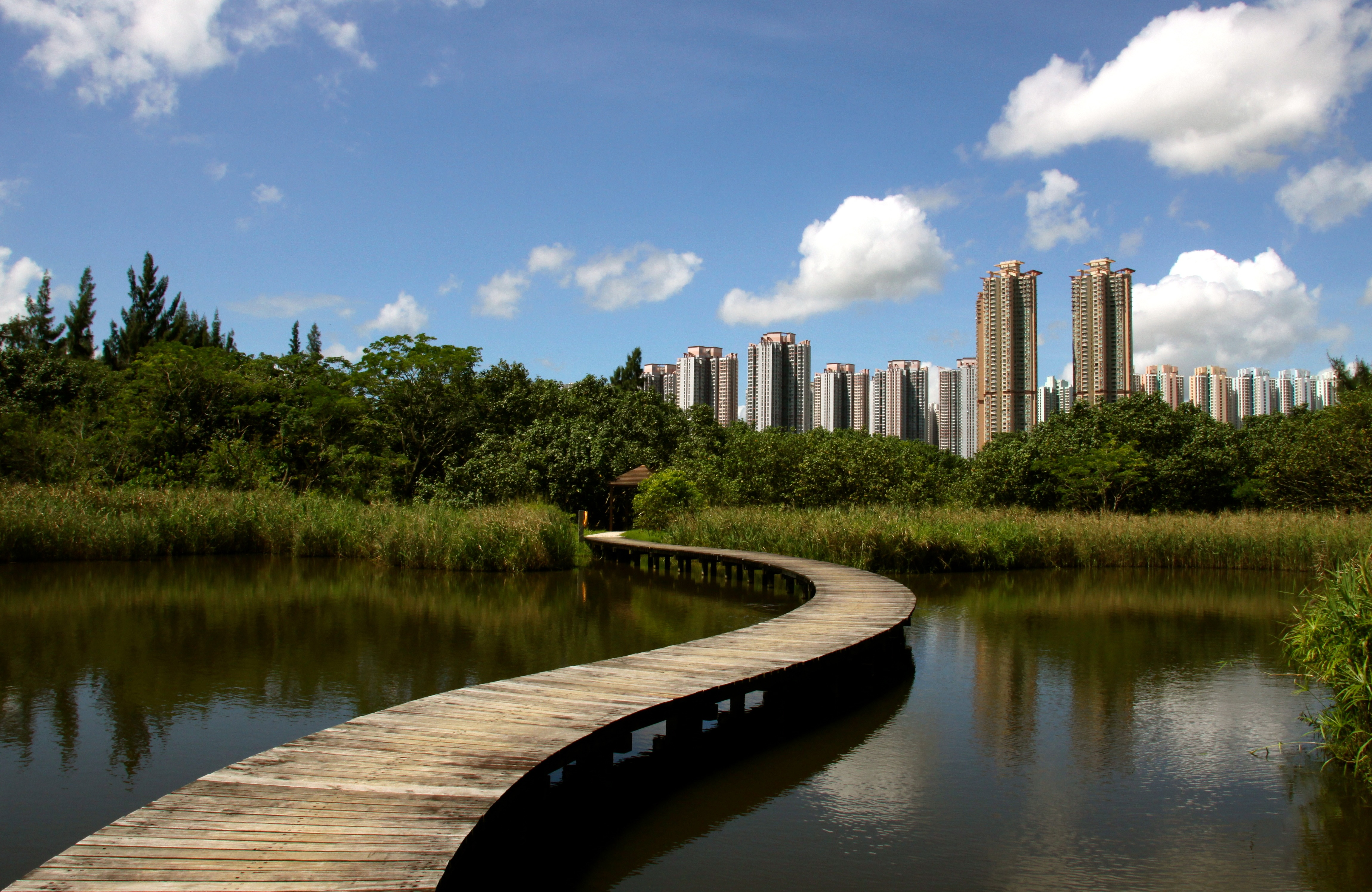
Im Hong Kong Wetland Park (2013)

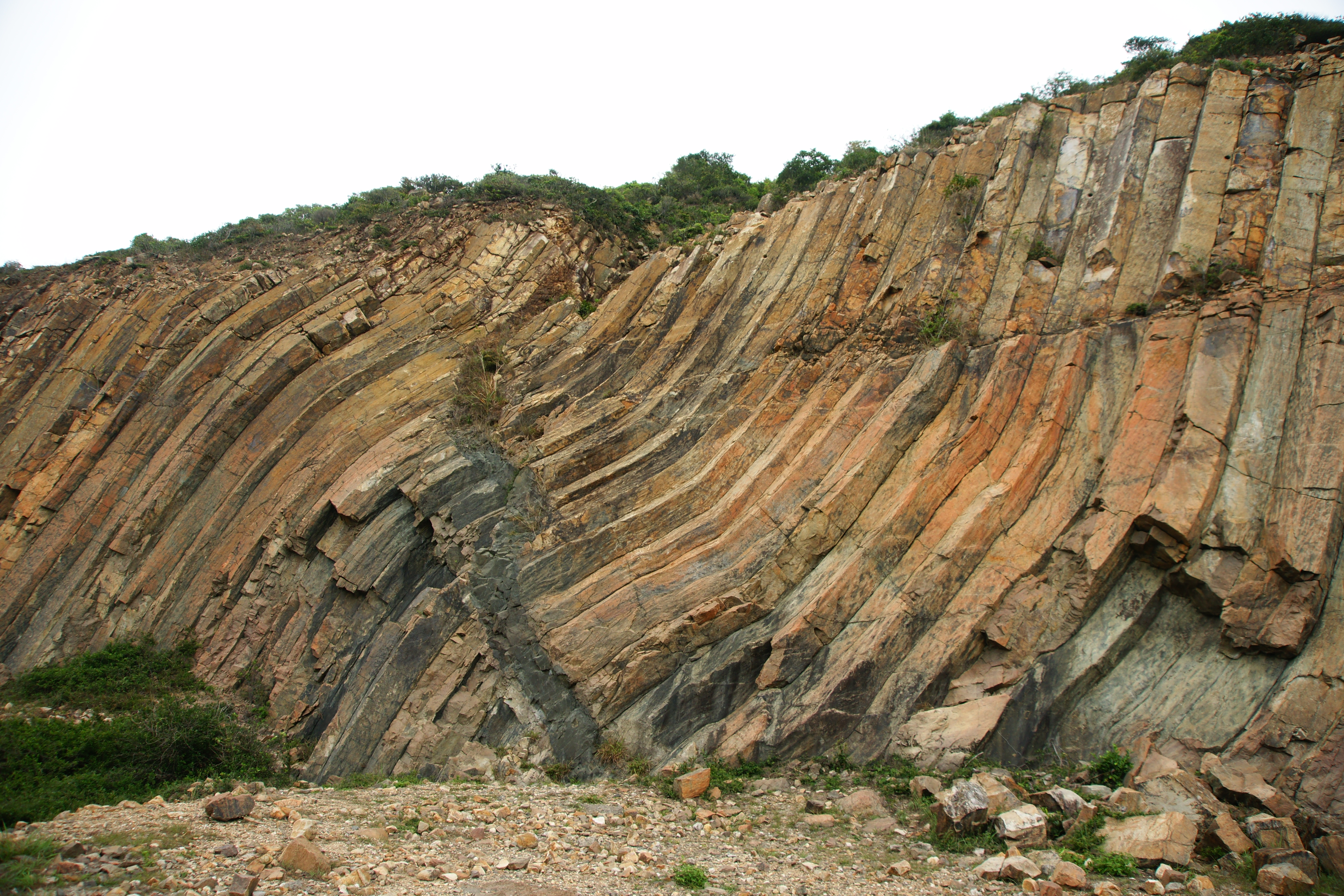
Steinformation,
Hong Kong Global Geopark (2010)

Hongkong besitzt zwischen seinen Wolkenkratzern eine Reihe von Parks, die sehr gepflegt und sauber sind. Die größten und bekanntesten sind der Hong Kong Park und der Zoologisch-Botanische Garten in Central, direkt neben Hongkongs Finanzzentrum. Im Hong Kong Park liegt mit dem Flagstaff House das älteste Kolonialgebäude des Territoriums. In Causeway Bay liegt der 19 Hektar große Victoria Park, für dessen Bau Land im Victoria Harbour aufgeschüttet wurde.
Im Süden Kowloons liegt der Kowloon Park, im Norden der Kowloon Walled City Park mit Überresten der alten Walled City. Große Tempelanlagen wie der Wong-Tai-Sin-Tempel, das Chi-Lin-Nonnenkloster in Kowloon oder das 10.000-Buddha-Kloster und andere Tempel im Hinterland bieten neben ihren religiösen Tempelhallen auch Orte mit gepflegten Grünanlagen bzw. chinesische Steingärten mit Statuen. Allen öffentlichen Parks ist gemeinsam, dass sie am frühen Morgen von Einheimischen frequentiert werden, die dort Taijiquan bzw. Frühsport praktizieren. In den New Territories, im Nordwesten der Sonderverwaltungszone, liegt das seit 2006 für Besucher geöffnete Naturschutzgebiet Hong Kong Wetland Park, das jährlich von etwa 440.000 Personen bzw. Gästen aus nah und fern besucht wird.
Neben den zahlreichen öffentlichen Natur- und Erholungsparks, wie z. B. dem zum Global Geoparks Network der UNESCO gehörenden Hong Kong UNESCO Global Geopark (香港世界地質公園) bei Sai Kung, gibt es zwei kommerzielle Vergnügungsparks in Hongkong. Einer ist der Ocean Park Hong Kong im Süden von Hong Kong Island, der mit einem begehbaren, vierstöckigen Meeresaquarium, einem Delfinarium mit Delfin- und Orcashow, Pinguinen, Seerobben, Pandabären, Vogelhäusern, mehreren Achterbahnen und anderen Attraktionen jährlich mehrere Millionen Besucher aufweist. Der andere ist das Hong Kong Disneyland in der Penny Bay, an der nordöstlichen Spitze von Lantau Island, der am 12. September 2005 eröffnet wurde. Es handelt sich um einen Disney-Themenpark mit über 30 Attraktionen, mehreren Hotels, diversen Restaurants und Einkaufsläden.
Neben den Geschäftszentren, die vor allem von erholungssuchenden konsumorientierten Einheimischen bzw. Shopping-Touristen leben oder Wohngebiete für die Reichen darstellen, findet man in Hongkong auch beschauliche Gegenden mit geringer Dichte, die einheimischen Bewohnern und touristischen Gästen zur Erholung und Freizeitgestaltung dienen. So bietet Hongkong mit seiner 800 Kilometer langen Küstenlinie und über 235 Inseln und Inselchen viele Wander- und Fitnesswege, Tausende von Grillplätzen und zahlreiche Campingplätze, die jährlich über 15 Millionen Besucher anziehen.
Radfahren und Rollerskating in den städtischen Parks sowie Mountainbiking, Drachensteigen oder Paragliding in den 24 Naturparks (郊野公園, englisch Country park) ist meistens verboten, aufgrund der vielen Menschen, die zur Erholung in diesen Anlagen unterwegs sind. Die zahlreichen Wanderrouten mit unterschiedlichem Schwierigkeitsgrad sind im gesamten Gebiet von Hongkong verteilt. Zu den beliebtesten Wanderstrecken gehören beispielsweise der Wilson-Trail mit 50 km, der MacLehose-Trail mit 100 km, der Lantau-Trail mit 70 km und der Hongkong Trail mit 50 km. Die Flora und Fauna besteht unter anderem aus 400 Baumarten, 250 Schmetterlingsarten, mehr als 30 Korallenarten und über 100 Süßwasserfischarten.

### Feste und Veranstaltungen
Für die Einwohner Hongkongs haben sowohl westliche als auch chinesische Feste eine hohe Bedeutung. Daten der chinesischen Feste werden nach dem chinesischen Mondkalender berechnet und wandern deshalb im gregorianischen Kalender.
Zu den wichtigsten Festen gehört das chinesische Neujahrsfest, das in den Januar oder Februar fällt. Zwei Wochen darauf gibt es das Laternenfest (auch chinesischer Valentinstag genannt). Weiterhin sind das Qingming-Fest, das Drachenbootfest, das Mondfest, das daoistische Geisterfest, bei Buddhisten als Ullambana-Fest bekannt, und das Chongyangfest von Bedeutung. Nur auf der Insel Cheung Chau wird jährlich das daoistische Cheung Chau Da Jiu Festival, umgangssprachlich meist als das „Cheung Chau Bun Festival“ („deutsch Knödelfest von Cheung Chau“) bekannt, gefeiert, bei dem in großem Volksfestrahmen Tausende von chinesischen gefüllten Knödeln gedämpft und als Pyramide aufgehäuft werden.
Die Hongkonger Regierung versucht, mit diversen Veranstaltungen das Kulturinteresse bei seinen Einwohnern zu wecken und Touristen in die Stadt zu locken. Dazu gehören das jährlich von Februar bis März stattfindende Hong Kong Arts Festival, zu dem hochkarätige Künstler und Orchester eingeladen werden, und das auch lokalen Künstlern eine Bühne bieten soll. Das jährlich von Februar bis März stattfindende Hong Kong Food Festival zielt speziell auf asiatische Touristen, für die das Verkosten lokaler Spezialitäten unumstößlich zu jeder Reise gehört. Das Asian Arts Festival schlägt weitgehend in die gleiche Kerbe wie das Hong Kong Arts Festival, findet aber nur jedes zweite Jahr im Oktober statt. Weiterhin wird jährlich von März bis April das Hong Kong International Film Festival veranstaltet.
Regelmäßige Kulturveranstaltungen auch außerhalb der Festivals finden im Academy for Performing Arts und Arts Centre, in der Hong Kong City Hall sowie dem Hong Kong Cultural Centre statt. Dies sind vor allem Konzerte, Theatervorführungen bzw. traditionelle kantonesische Opern.

### Nachtleben

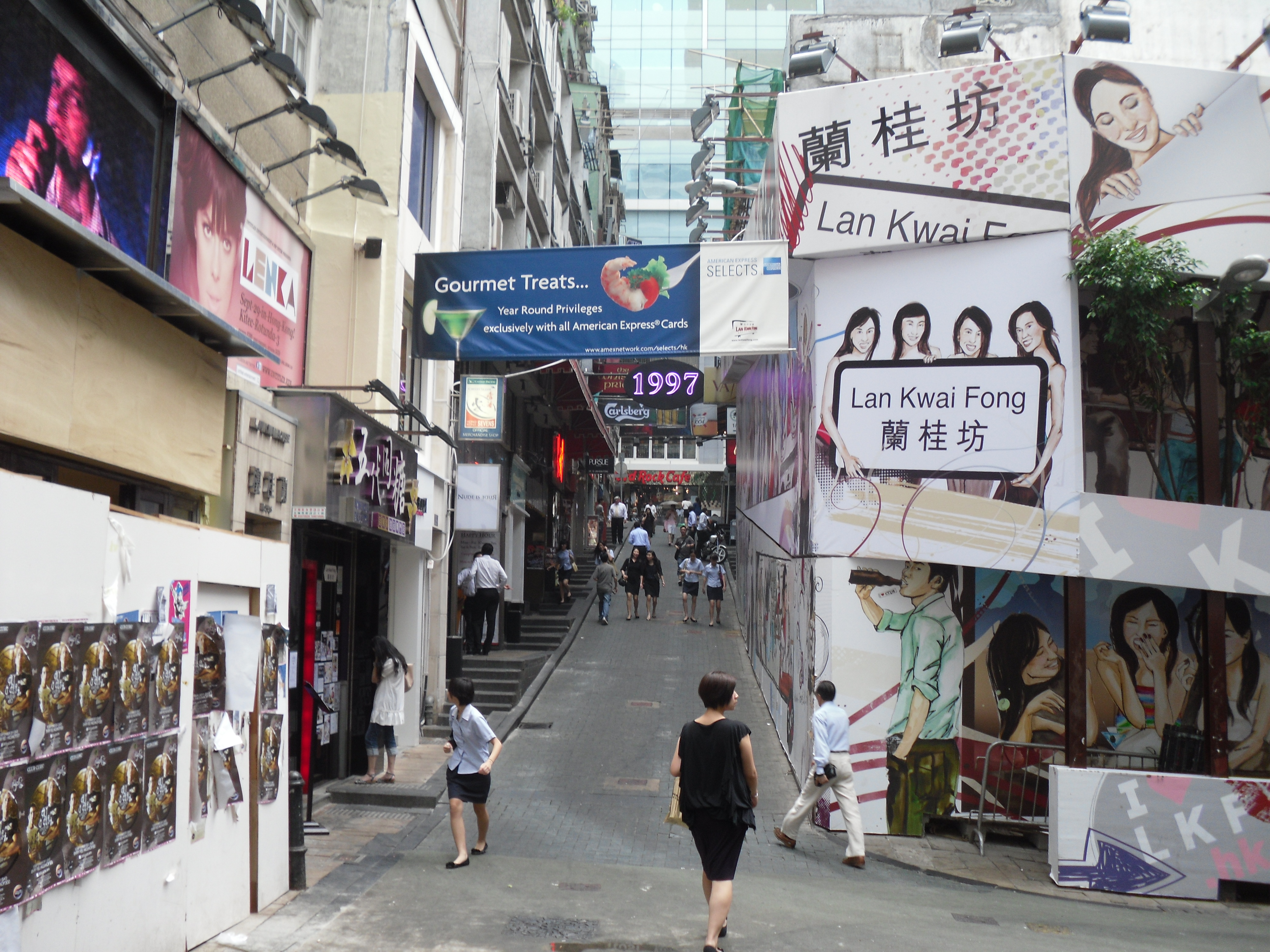
Lan Kwai Fong – Kneipen- und Ausgehmeile am Tag, Central (2011)

Hongkong bietet eine üppige Auswahl an Kneipen, Discos, Clubs und Restaurants. Westlich orientierte Lokalitäten befinden sich vorwiegend in Lan Kwai Fong und SoHo in Central sowie an der Lockhart Road in Wan Chai. Typisch asiatische Lokalitäten, die meist von Einheimischen und weniger von Touristen frequentiert werden, also beispielsweise Clubs, Karaoke-Bars oder Mahjong-Schulen finden sich dagegen eher in Stadtteilen der Kowloon-Halbinsel wie Mongkok, Yau Ma Tei und Sham Shui Po, vereinzelt auf der Touristen- und Shoppingmeile von Tsim Sha Tsui.
Jeden Abend findet am Victoria Harbour die Lichtshow Symphony of Lights statt, die man mitunter von der Avenue of Stars betrachten kann.

### Filme
Hongkong gilt als Filmmetropole. Mehr als 4000 Filme wurden bereits in Hongkong produziert.
Der erste Hongkong-Film war Zhuangzi prüft seine Frau (Zhuangzi shi qi) aus dem Jahre 1913. In den Wirren des chinesischen Bürgerkriegs flüchteten viele Regisseure, vor allem linke oder sozial engagierte, vor den Kuomintang unter Chiang Kai-shek nach Hongkong, was wesentlich zu Hongkongs späterer Bedeutung als Filmmetropole beitrug. Vorher war das Schanghai gewesen. Eine große Entwicklung machte die Filmindustrie jedoch erst nach dem Zweiten Weltkrieg.
Bekannte Regisseure sind Wong Kar-Wai (2046, In the Mood for Love), King Hu (Ein Hauch von Zen) oder John Woo (A Better Tomorrow), bekannte Schauspieler Leslie Cheung (Days Of Being Wild, Farewell To My Concubine, Happy Together, A Better Tomorrow), Maggie Cheung (In the Mood for Love, Hero), Tony Leung Chiu Wai (2046, In The Mood For Love, Happy Together), Andy Lau (Infernal Affairs), Chow Yun-Fat (A Better Tomorrow, Crouching Tiger, Hidden Dragon) und Jackie Chan.
Die Hongkong-Filme prägten maßgeblich das Genre des Martial-Arts-Films.
Während der 1990er-Jahre führte die Asienkrise auch in der Filmindustrie Hongkongs zu einem Rückgang. Während dieser Zeit begannen viele Beteiligte verstärkt in Hollywood Filme zu machen, so Jackie Chan, John Woo oder Chow Yun-Fat. Als 2003 gerade zwei der größten Filmstars starben, nämlich Leslie Cheung (am 1. April, Selbstmord) und Anita Mui (im Dezember, an den Folgen von Krebs) sprachen einige Pessimisten schon vom Untergang der Filmmetropole Hongkong. Um der Krise in der Filmindustrie zu begegnen, startete die Regierung Hongkongs im April 2003 den Film Guarantee Fund (電影貸款保證基金).
Auf der Uferpromenade in Tsim Sha Tsui zeigt die Avenue of Stars die Namen beliebter Filmstars auf einem Sternenweg. Ein Filmmuseum sammelt die Werke und macht auch Veranstaltungen zu alten amerikanischen und europäischen Filmen.

### Cantopop
Cantopop ist die Abkürzung für Cantonese pop music, eine aus Hongkong stammende Musikform, die über Hongkong hinaus in großen Teilen Asiens erfolgreich ist. Cantopop (oder Hongkong-Pop) entstand aus der Vermischung von traditioneller chinesischer Musik mit verschiedenen westlichen Musikstilen (Jazz, Rock ’n’ Roll, Rhythm and Blues, Elektronische Musik, Western pop music). Sehr wichtig sind die Texte. Die ersten großen Stars in den 1970ern waren Sam Hui und Roman Tam, auch oft Godfather of Cantopop genannt. Wie schon der Name besagt, ist die Sprache des Cantopop eigentlich kantonesisch. Zum Teil wird aber auch englisch, mandarin, japanisch usw. gesungen. Die große Zeit des Cantopop war in den 1980er-Jahren, mit Stars wie Alan Tam, Priscilla Chan, Anita Mui, Danny Chan und Leslie Cheung. In den letzten Jahren wird aber der sogenannte Mandarin Pop immer wichtiger (durch die Öffnung der Volksrepublik) und Mandopop-Sänger wie Jay Chou aus Taiwan werden im chinesischen Sprachraum hinaus erfolgreich. Eng verwoben ist in Hongkong die Cantopop- und die Filmindustrie. Viele Cantopop-Sänger sind (oder waren) auch erfolgreiche Schauspieler (z. B. Leslie Cheung, Anita Mui, Faye Wong, Vivian Chow, Leon Lai, Deric Wan, Danny Chan, Andy Lau), und viele Cantopopsongs waren für TV-Serien oder Filme aus Hongkong komponiert.

### Medien
Grundsätzliches
Bei der Rangliste der Pressefreiheit 2021, welche von Reporter ohne Grenzen herausgegeben wird, belegte Hongkong Platz 80 von 180 Ländern und Territorien.
Printmedien
Zeitungen und Zeitschriften gibt es sowohl auf Englisch als auch auf Chinesisch, wobei die Letzteren die Mehrheit stellen, auch einige zweisprachige Druckwerke existieren. Insgesamt existieren etwa 50 täglich erscheinende Publikationen. Alle Verlage sind privat, ein System der Presseförderung gibt es nicht. Als seriös gelten die South China Morning Post und The Standard (beide englisch), Ming Pao und Hong Kong Economic Journal (beide chinesisch). Die höchste Auflage erfahren bzw. erfuhren jedoch Apple Daily (das nach dem Erlass des Chinesischen Sicherheitsgesetzes für Hongkong im Jahr 2021 nicht mehr weiter betrieben werden konnte, da die Vermögenswerte von Jimmy Lai eingefroren wurden) und Oriental Daily News (beide chinesisch).
Daneben gibt es noch die beiden Stadtmagazine HK Magazine und Time Out Hong Kong, welche sich lokalen Themen und dem Lifestyle der Stadt widmen und über kommende Veranstaltungen, Filme und ähnliches informieren. Ausländische Zeitungen sind an vielen Orten von Hongkong zu bekommen.
Radio
Hongkong verfügt über eine relativ hohe Zahl an Radiostationen, worunter sich ein öffentlich-rechtlicher Sender befindet. Dieser Sender, der Radio Television Hong Kong (RTHK), gehört allerdings nicht der Regierung und wird von dieser auch nicht kontrolliert; ihm wurde auch schon öfter vorgehalten, zu regierungskritisch zu sein. Die meisten Stationen senden auf Chinesisch (meist: Kantonesisch, auch: Hochchinesisch), einige auch auf Englisch, vereinzelt auf Nepali und Urdu.
Fernsehen
Alle Hongkonger Fernsehstationen sind privat, außer der einzigen öffentlich-rechtlichen Rundfunkanstalt Hongkongs, die RTHK. Es existieren sowohl kostenloses Privatfernsehen als auch kostenpflichtiges Bezahlfernsehen. Die Sender sind auch in anderen asiatischen Ländern beliebt. Die für das Hongkonger Fernsehen produzierten Soaps und Dramen werden im gesamten chinesischsprachigen Raum terrestrisch bzw. über Satelliten ausgestrahlt. Über das Web als Internetfernsehen gibt es sowohl reine Web-TV-Sender als auch Angebote der klassischen Medien gestreamt. Über Satellit können alle Sender der Welt empfangen werden.

### Sport

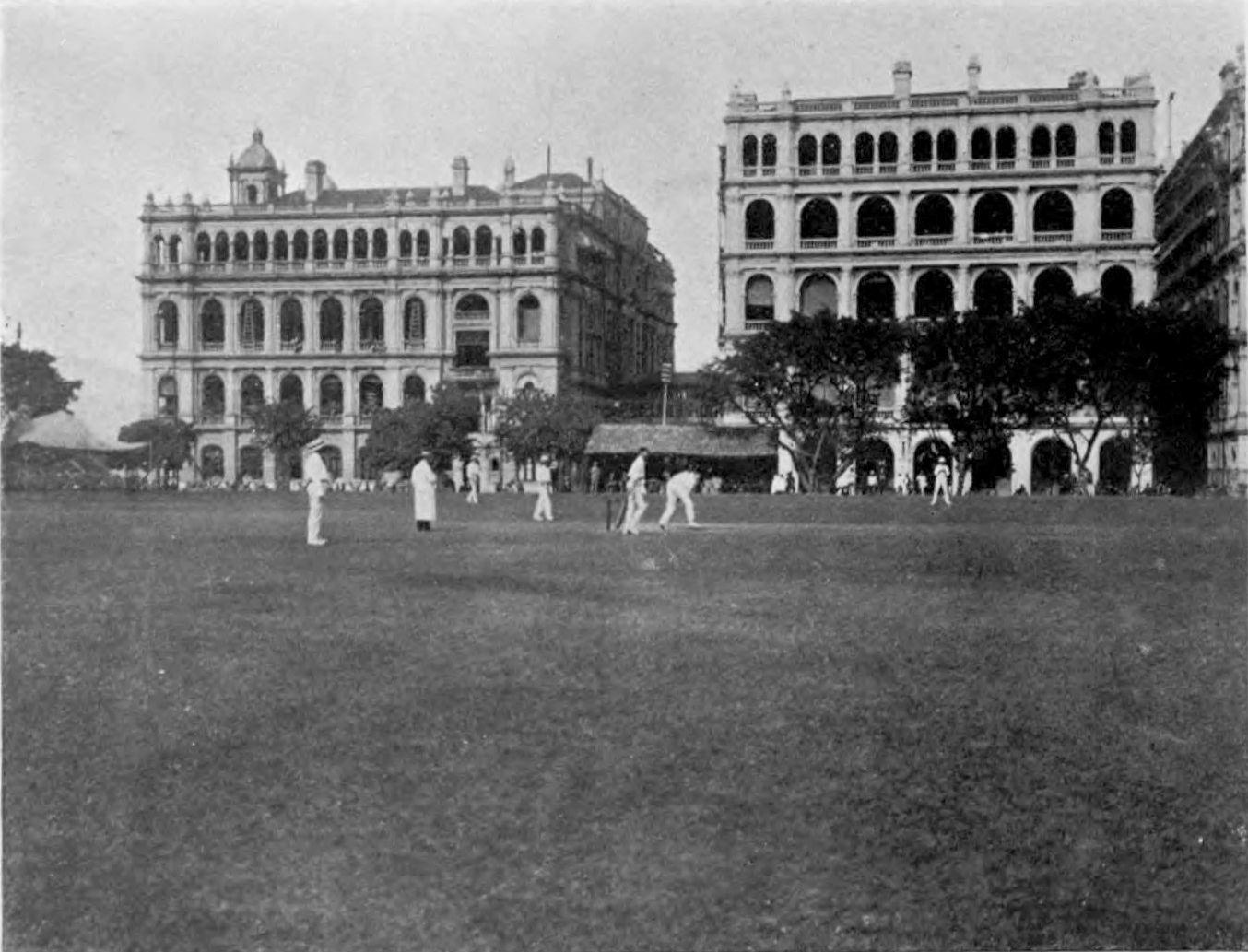
Cricketspiel zwischen Hongkong und Shanghai, 1908

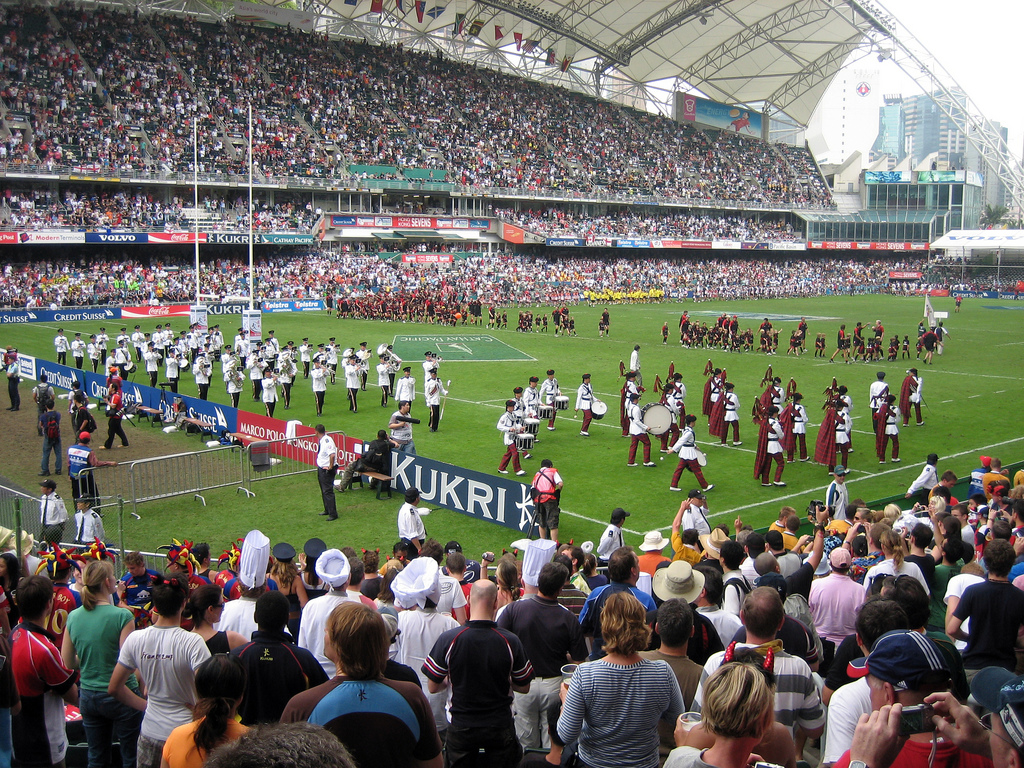
Eröffnungsfeier der Hong Kong Sevens, Hong Kong Stadium 2008

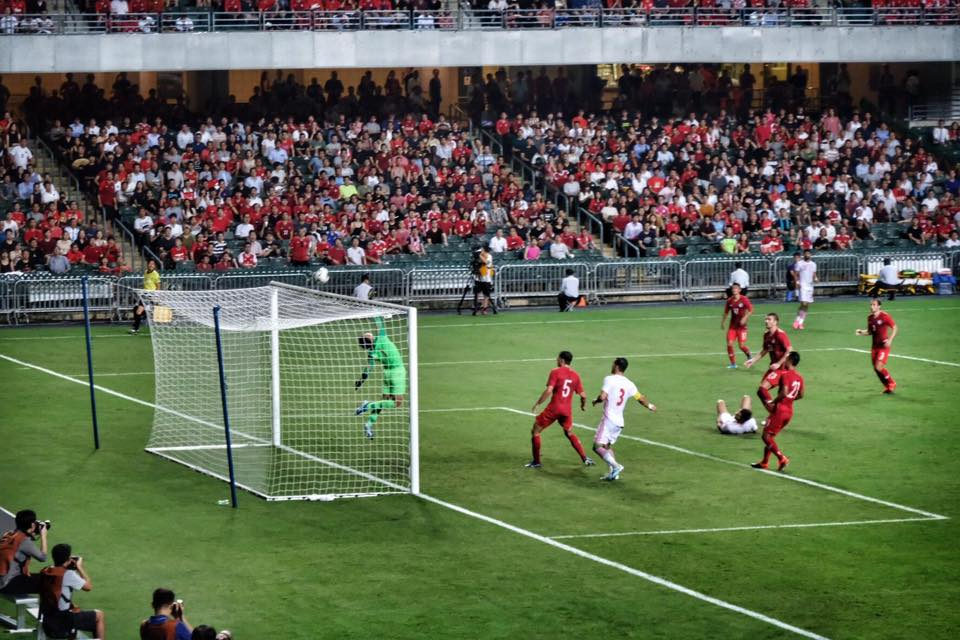
Fußballspiel zwischen Hongkong und Iran während der Qualifikation für die Fußball-WM 2022, HKS 2019

Als frühere britische Kronkolonie haben die westlichen Sportarten in Hongkong, früher als in anderen Städten Chinas, Einzug gehalten. So hat Cricket eine mehr als 170 Jahre lange Tradition in Hongkong. Das erste schriftlich festgehaltene Cricketspiel war im Jahr 1841, gefolgt von der Gründung eines der ersten Cricketvereine außerhalb Englands im Jahr 1851. Der erste Sportverein überhaupt in Hongkong wurde 1849 gegründet und war der Wassersportverein „Victoria Recreation Club“. Der erste Fußballverein, der Hong Kong Football Club, wurde 1886 und die Hong Kong Football Association 1914 gegründet. Die 1908 eingeführte Hong Kong First Division League blieb bis 2014, zur Einführung der Hong Kong Premier League, die höchste Fußball-Liga der Stadt.
Hongkong hat ein eigenständiges Nationales Olympisches Komitee, die Sports Federation and Olympic Committee of Hong Kong China und nimmt seit 1952 mit einer eigenen Mannschaft an den Olympischen Sommerspielen und seit 2002 auch an den Olympischen Winterspielen teil. Bislang konnten Athleten aus Hongkong je zwei Gold-, drei Silber- und vier Bronzemedaille gewinnen (Stand 2020, siehe Olympische Geschichte Hongkongs). Weiters nimmt Hongkong an den Sommer-Paralympics seit 1972 teil, aber die Mannschaft hat noch nicht die Winter-Paralympics bestritten. Special Olympics Hong Kong wurde 1976 gegründet und nahm mehrmals an Special Olympics Weltspielen teil.
Hongkongs Fußballnationalmannschaft existierte bereits unter britischer Kolonialherrschaft und belegt derzeit den 169. Platz der FIFA-Weltrangliste. Pferderennen gibt es in Hongkong seit 1846. Der 1884 gegründete Hong Kong Jockey Club organisiert jährlich bis zu 700 Pferderennen auf den vom Club betriebenen Pferderennbahnen Happy Valley Racecourse und Sha Tin Racecourse. Die Hong Kong Cycling Association wurde 1960 gegründet, um den Radrennsport in Hongkong zu fördern.
Rugby Union gilt als die zweitbeliebteste Sportart Hongkongs nach dem Fußball und ist vor allem bekannt für das jährliche Turnier im Siebener-Rugby, den Hong Kong Sevens. Hongkongs Rugby-Union-Nationalmannschaft ist Asiens zweitbeste Mannschaft nach Japan und nimmt an der Rugby-Union-Asienmeisterschaft teil, wo man gegen andere aufstrebende Nationalmannschaften antritt. Dort errang man bisher fünf Titel und klassierte sich achtmal auf dem zweiten sowie 15-mal auf den dritten Platz. Bisher gelang es Hongkong nicht, sich für eine Rugby-WM zu qualifizieren.
Cricket ist auf dem Weg zu einer der beliebtesten Sportarten Hongkongs, und seit 1992 werden die Hong Kong Cricket Sixes im 6-Mann-Cricket ausgetragen. Hongkongs Cricket-Nationalmannschaft ist eine der besten Mannschaften Asiens außerhalb der ICC-Mitglieder mit ODI-Status, und im November 2013 wurde Hongkong zusammen mit den Niederlanden T20I-Status zuerkannt. Bisher gelang es Hongkong nicht, sich für einen Cricket World Cup zu qualifizieren und es nahm zweimal am T20 World Cup teil (2014, 2016), kam aber nicht über die Vorrunde hinaus.
Hongkong verfügt über zwei Radrennbahnen, eine offene Betonbahn in Sha Tin sowie das 2013 eröffnete Hong Kong Velodrome, das den Standards des Weltradsportverbandes UCI entspricht, so dass dort offizielle internationale Wettbewerbe stattfinden können.
Hongkong war Austragungsort mehrerer sportlicher Großereignisse. Darunter der Fußball-Asienmeisterschaft 1956, Hong Kong Open 1989, Volleyball World Grand Prix (1993, 1998, 2002, 2015), Fußball-Ostasienmeisterschaft (1995), olympischen Sommerspiele 2008 im Reiten, Ostasienspiele 2009 und Prudential Hong Kong Tennis Open 2014.
In Hongkong finden jährlich mehrere lokale und internationale Sportwettbewerbe statt:
- Hong Kong Sevens, das bekannteste Turnier im Rahmen der World Rugby Sevens Series, einer Reihe von Wettbewerben im Siebener-Rugby
- Hong Kong Squash Open, als Teil der PSA World Tour Finals der Herren und der WSA World Series der Damen
- Hong Kong Open (Badminton), die internationale Meisterschaft von Hongkong im Badminton
- Hong Kong Open (Golf), ein Golfturnier, welches auf der Asian Tour veranstaltet wird
- Hong Kong Cricket Sixes, ein internationales Cricket-Turnier, bei welchem zwölf Ländermannschaften gegeneinander antreten
- Lunar New Year Cup, ein Fußballturnier, bei welchem ein aus Hongkonger Spielern aufgestelltes Team gegen drei internationale Vereinsmannschaften antritt.
- Hong Kong Masters, ein seit 2008 stattfindendes Turnier im Springreiten
- Das seit 2011 wieder aufgenommene historische Wettschwimmen durch den Victoria Harbour, welches bereits von 1906 bis 1979 stattfand
- Hong Kong Marathon über eine Strecke von 42 km, mit 72.000 Teilnehmern 2013
- The Hong Kong Dragon Boat Carnival, ein Drachenbootfest über den Victoria Harbour
- Hongkong E-Prix, ein Automobilrennen der FIA-Formel-E-Meisterschaft seit 2016.

## Persönlichkeiten

### Söhne und Töchter Hongkongs

#### Bis 1950
- Clara Blandick (1876–1962), US-amerikanische Bühnen- und Kinoschauspielerin
- Wilhelm Ehmer (1896–1976), deutscher Schriftsteller, Journalist und Zeitungsverleger
- Harald Fuchs (1900–1985), deutscher Altphilologe und Hochschullehrer
- Erich von der Heyde (1900–1984), deutscher Agrarwissenschaftler, SS-Hauptscharführer
- Freddie Wolff (1910–1988), britischer Sprinter und Olympiasieger, Unternehmer
- René de Obaldia (1918–2022), französischer Schriftsteller und Dramatiker
- Stanley Ho (1921–2020), Unternehmer und Milliardär
- Kōji Nakanishi (1925–2019), japanischer Chemiker und Professor an der Columbia University in New York
- Karl Markus Michel (1929–2000), deutscher Essayist, Redakteur und Lektor
- William Anders (1933–2024), US-amerikanischer Luftwaffenoffizier und Astronaut
- Gustavo da Roza (1933–2022), kanadischer Architekt
- Tung Chee-hwa (* 1937), Erster Verwaltungschef der chinesischen Sonderverwaltungszone Hongkong
- J. Fenwick Lansdowne (1937–2008), Vogelmaler
- David Prophet (1937–1981), britischer Autorennfahrer
- Martin Lee (* 1938), demokratischer Politiker, Anwalt und ehemaliger Oppositionsführer
- Jürgen Körner (1939–2021), deutscher Physiker und Hochschullehrer
- Amanda Lear (* 1939), britisch-asiatische Sängerin, Entertainerin und Tänzerin
- Luis F. Baptista (1941–2000), US-amerikanischer Ornithologe
- Donald Tsang (* 1944), ehemaliger Verwaltungschef der chinesischen Sonderverwaltungszone Hongkong
- Timothy Fok (* 1946), Unternehmer und Sportfunktionär
- Elaine Ling (1946–2016), kanadische Ärztin und Fotografin
- James P. Tam (* 1947), Chemiker
- Dennis Chan (* 1949), Schauspieler, Drehbuchautor, Regisseur und Filmproduzent
- Ka Nin Chan (* 1949), kanadischer Komponist und Musikpädagoge
- Wayne Wang (* 1949), US-amerikanischer Regisseur chinesischer Herkunft
- Kurt Christian (* 1950), englischer Schauspieler
- Henry N. C. Wong (* 1950), chinesischer Chemiker
- Ma Ying-jeou (* 1950), Präsident der Republik China (Taiwan) von 2008 bis 2016

#### 1951 bis 1970
- Joseph Lau (* 1951), Unternehmer, Milliardär und verurteilter Straftäter
- Chung Man Yee (* 1951), hongkong-chinesischer Szenen- und Kostümbildner, Artdirector und Filmregisseur
- Sammo Hung (* 1952), Martial-Arts-Künstler und Regisseur
- Emily Lau (* 1952), Journalistin und Politikerin in Hongkong; erste Frau, die direkt in den Legislativrat gewählt wurde (1991)
- Tony Liu (* 1952), Schauspieler und Kampfkünstler
- Lai-Sang Young (* 1952), US-amerikanische Mathematikerin chinesischer Herkunft
- Jackie Chan (* 1954), Schauspieler, Martial-Arts-Künstler, Sänger und Produzent
- Chan Wing-wah (* 1954), Komponist und Dirigent
- Jacky Wong (1954–2022), deutsch-chinesischer Bodybuilder, Schauspieler und Unternehmer
- Ringo Lam (1955–2018), Filmregisseur
- Chow Yun-Fat (* 1955), Schauspieler
- Johnnie To (* 1955), Filmregisseur
- Leslie Cheung (1956–2003), Schauspieler und Sänger
- Beate Terfloth (* 1958), deutsche Künstlerin und Professorin
- Stephen Chow Sau-yan (* 1959), römisch-katholischer Ordensgeistlicher, Bischof von Hongkong, Kardinal
- Joseph Ha Chi-shing (* 1959), Weihbischof in Hongkong
- Lydia Wong (* 1960), kanadische Pianistin und Musikpädagogin
- Benny Chan (1961–2020), Drehbuchautor, Filmregisseur und Filmproduzent
- Andy Lau (* 1961), Schauspieler und Sänger
- Stephen Chow (* 1962), Regisseur und Schauspieler
- Tony Leung Chiu Wai (* 1962), Schauspieler
- Samuel Wong (* 1962), kanadischer Dirigent und Mediziner
- Raymond W. Yeung (* 1962), Informationstheoretiker
- Hui Cheung-wai (* 1963), Komponist
- Philip Ma (* 1963), hongkong-chinesischer Autorennfahrer
- Anita Mui (1963–2003), Musikerin und Schauspielerin
- Fiona Rae (* 1963), britische Malerin und Hochschullehrerin
- Maggie Cheung (* 1964), Filmschauspielerin
- Anthony Mosse (* 1964), neuseeländischer Schwimmer
- Mak Ka Lok (* 1965), macauischer Autorennfahrer
- Nicole Razavi (* 1965), deutsche Politikerin (CDU)
- Gary Kwok (* 1966), kanadischer Autorennfahrer
- Jenny Kwan (* 1967), kanadische Politikerin
- Byron Mann (* 1967), amerikanischer Schauspieler
- Delia Mayer (* 1967), Schweizer Schauspielerin und Sängerin
- Louis Koo (* 1970), chinesischer Filmproduzent, Sänger und Schauspieler

#### 1971 bis 1990
- Stephen Yip (* 1971), chinesisch-US-amerikanischer Komponist und Organist
- Kelly Chen (* 1972), Sängerin (Cantopop) und Schauspielerin
- Tom Wu (* 1972), Schauspieler
- Trey Lee (* 1973), kanadischer Cellist
- Benjamin Mercer (* 1973), britisch-finnischer Filmeditor
- Wong Kam Po (* 1973), Radsportler
- Wallace Chung (* 1974), Sänger und Schauspieler
- Joseph Merszei (* 1974), macauischer Autorennfahrer
- Royden Lam (* 1975), Dartspieler
- CoCo Lee (1975–2023), US-amerikanische Popsängerin
- Marchy Lee (* 1976), hongkong-chinesischer Rennfahrer
- Herman Li (* 1976), Gitarrist der britischen Power-Metal-Band DragonForce
- Lo Ka Chun (* 1977), Hongkonger Autorennfahrer
- Marco Fu (* 1978), Snookerspieler
- Michael Ho alias DJ Beware (* 1978), international erfolgreicher DJ
- Angel Lam (* 1978), Komponistin
- Andreas Nägelein (* 1981), chinesisch-deutscher Fußballspieler
- Anson Tsang (* 1982 oder 1983), Pokerspieler
- Katrina Kaif (* 1983), britisch-indisches Model und Schauspielerin
- Chelsea Winter (* 1983), neuseeländische Köchin und Fachautorin
- Charles Ng (* 1984), hongkong-chinesischer Autorennfahrer
- Julia Hargreaves (* 1986), australische Springreiterin
- Jamie Wong (* 1986), Radsportlerin
- Lee Wai-sze (* 1987), Radsportlerin
- Lily Ho (* 1988), Schauspielerin
- Michael Freiberg (* 1990), australischer Radsportler
- Jessica Lee Hoi-yan (* 1990), Bahnradsportlerin

#### Ab 1991
- Fong Yee Pui (* 1991), Sprinterin
- Grace Lau (* 1991), Karateka
- Ng Ka Fung (* 1992), Sprinter
- Lam On Ki (* 1992), Sprinterin
- Daniel Tang (* 1992), Pokerspieler
- Kenneth To (1992–2019), chinesisch-australischer Schwimmer
- Imogen Simmonds (* 1993), britisch-schweizerische Triathletin
- Mark Chapman (* 1994), hongkong-neuseeländischer Cricketspieler
- Vivian Kong (* 1994), Fechterin
- Chan Ming Tai (* 1995), Weitspringer
- Agnes Chow (* 1996), Demokratieaktivistin
- Lee Cheuk Yiu (* 1996), Badmintonspieler
- Tiffany Poon (* 1996), klassische Pianistin
- Joshua Wong (* 1996), Studentenaktivist
- Cheung Ka Long (* 1997), Fechter
- Ebbie Tam (* 1997), chinesisch-niederländische Kinderdarstellerin
- Ng Tsz Yau (* 1998), Badmintonspielerin
- Yeung Nga Ting (* 1998), Badmintonspielerin
- Man Lok Leung (* 1999), Dartspieler
- Cheng Nga-Ching (* 2000), Squashspielerin
- Adithya Karunaratne (* 2001), Tennisspielerin
- Lok Yin Lee (* 2001), Dartspieler
- Arabella Ng (* 2001), Skirennläuferin
- Yeung Pui Lam (* 2001), Badmintonspielerin
- Finn Elliot (* 2002), Schauspieler
- Chan Sin-Yuk (* 2002), Squashspielerin
- Thomas Neill (* 2002), australischer Schwimmer
- Fung Ching-Hei (* 2003), Squashspielerin
- Veer Karan Sobti (* 2004), singapurischer-hongkonger Fußballspieler
- Michael Udebuluzor (* 2004), Fußballspieler
- Toby Tse (* 2004), Squashspielerin
- Coleman Wong (* 2004), Tennisspieler

#### Geburtsjahr unbekannt
- Muna Tseng, US-amerikanische Tänzerin, Tanzpädagogin und Choreographin

### Persönlichkeiten, die in Hongkong gewirkt haben
- Li Ka-shing (* 1928 in Chaozhou), Unternehmer und Investor in Hongkong; eine der reichsten Persönlichkeiten Chinas
- Henry Steiner (* 1934 in Wien), österreichischer Designer
- Tao Ho (1936–2019 * in Shanghai), Architekt und Designer; entwarf beispielsweise Flagge und Emblem der Sonderverwaltungszone Hongkong
- Bruce Lee (* 1940 in San Francisco, † 1973 in Hongkong), sino-amerikanischer Kampfkünstler, Kampfkunst-Ausbilder und Schauspieler
- Allan Zeman (* 1949 in Regensburg), Unternehmer in Hongkong
- Vivienne Tam (* 1957 in Guangzhou), Modeschöpferin
- Wong Kar-Wai (* 1958 in Schanghai), Drehbuchautor, Filmproduzent und Filmregisseur aus Hongkong